# МиГ-21
МиГ-21 (по кодификации NATO — OTAN: Fishbed — «Раскладушка») — советский лёгкий сверхзвуковой фронтовой истребитель второго и третьего поколений, разработанный ОКБ Микояна и Гуревича, во второй половине 1950-х годов. 
Первый «МиГ» с треугольным крылом. Самый распространённый сверхзвуковой самолёт в истории, также самый массовый истребитель 2-го поколения. В процессе серийного производства неоднократно модернизировался и модифицировался в направлении повышения лётно-технических характеристик и развития функциональных возможностей (учебно-тренировочный, перехватчик, разведчик). МиГ-21 и его различные модификации применялся во множестве военных и вооружённых конфликтов.

## Разработка
Проектированием, постройкой, испытаниями и доводкой МиГ-21 руководил А. Г. Брунов, вначале имея статус заместителя главного конструктора. С марта 1957 года, согласно приказу Министра авиационной промышленности СССР П. В. Дементьева, Анатолий Брунов был назначен главным конструктором по самолётам-истребителям; в этом качестве он и в дальнейшем руководил разработкой МиГ-21 и его модификаций.
При проектировании самолёта предусматривалось, что эпоха ближних манёвренных боёв уходит в прошлое и основным видом воздушного боя будет сближение самолётов на огромной скорости и поражение цели с первого залпа ракет или пушек. По этой же концепции создавались и самолёты вероятного противника — F-104 американской фирмы «Lockheed» и французский «Мираж-3С».
Первым в семействе самолётов типа МиГ-21 должен был стать Е-1 со стреловидным крылом, но его разработка была прекращена из-за невысоких характеристик двигателя АМ-5. Первым прототипом стал самолёт Е-2, оснащённый ТРД АМ-9Б, со стреловидным (по передней кромке 57°) крылом, в принципе мало отличавшийся от МиГ-19. Но на самолёте стоял всего один двигатель и круглый носовой воздухозаборник с центральным регулируемым конусом, передвигая который можно было регулировать количество поступающего в двигатель воздуха. Постройка опытной машины была закончена в декабре 1954 года и Е-2 был отправлен в ЛИИ, где 14 февраля 1955 года состоялся его первый полёт. Опытный самолёт достиг скорости в 1700 км/ч, при этом обнаружилась неприятная особенность крыла большой стреловидности — на больших углах атаки самолёт самопроизвольно задирал нос до полной потери несущих свойств крыла и сваливался в штопор. Для предотвращения этого явления на крыло установили большие аэродинамические гребни, препятствующие перетеканию воздушного потока от корня к законцовкам. Также на самолёт поставили более мощный двигатель, в результате чего скорость увеличилась до 1900 км/ч. Тем не менее, в ОКБ велись работы над прототипом с треугольным крылом под обозначением Е-4. Новое крыло сохранило стреловидность в 57° по передней кромке и обеспечивало машине хорошую манёвренность. Фюзеляж и хвостовое оперение были аналогичны Е-2. Первый полёт машины состоялся 16 июня 1955 года.
Также самолёт прошёл ряд доработок: уменьшили размах элеронов, одновременно увеличив углы их отклонения, изменили угол поперечного V стабилизатора, сняли два больших гребня, установив вместо них по три небольшие перегородки сверху каждой плоскости. Размах крыла был уменьшен на 600 мм. Самолёт приобрёл черты известного нам МиГ-21. Одновременно с испытаниями и доводками Е-4 строится второй прототип с треугольным крылом (Е-5) под перспективный двигатель АМ-11.
В это же время была построена небольшая партия из 15 машин (получивших индекс Е-2А) со стреловидным крылом, рассчитанных на установку двигателя АМ-11, для всесторонних сравнительных испытаний (треугольного и стреловидного крыла). Фюзеляж Е-2А представлял собой гибрид конструкции Е-2 и Е-5. Крыло по типу было близко к крылу на Е-2, но без автоматических предкрылков и с большими перегородками. Первый полёт Е-2А состоялся 17 февраля 1956 года.
Е-5 (в отличие от Е-4), помимо двигателя АМ-11, был оснащён крылом с укороченными законцовками и тремя перегородками на каждой консоли. Доработки внесли в конструкцию хвостового оперения, фюзеляжа, а также установили третий тормозной щиток. Первый полёт Е-5 состоялся 9 января 1956 года, и он был запущен в малую серию (10 машин) на заводе в Тбилиси.
Сравнительные испытания Е-2А и Е-5 оказались в пользу последнего, поэтому дальнейшее развитие получила концепция треугольного крыла, для чего был построен очередной экспериментальный самолёт, получивший индекс Е-6.
КБ Туманского создало новый вариант двигателя АМ-11 (в дальнейшем двигатель был переименован в РД-11, затем в Р-11) — Р-11Ф-300 с форсажной камерой.
В 1958 году были построены три Е-6, а первый полёт новой машины состоялся 20 мая. Последний из трёх самолётов был прототипом серийного МиГ-21. Помимо силовой установки, он отличался улучшенной аэродинамикой носовой части фюзеляжа, смещённым вниз стабилизатором, килем увеличенной площади, единственным подфюзеляжным гребнем, новыми тормозными щитками и усиленным переплётом фонаря кабины. Хотя первый Е-6/1 был потерян в катастрофе, оставшиеся две машины сумели успешно завершить программу испытаний. Более того, Е-6/3, оснащённый ТРД Р-11Ф-300 с увеличенной тягой, установил ряд рекордов. На доработанном самолёте, получившем обозначение Е-66, лётчик-испытатель Георгий Мосолов установил 31 октября 1959 года абсолютный рекорд скорости на дистанции 15/25 км — 2388 км/ч, а 16 октября 1960 года был установлен рекорд скорости на дистанции 100 км — 2146 км/ч.

## Конструкция
Данный раздел написан с использованием информации из следующей литературы:
- «Самолёты типов 75, 50бис и 50». Техническое описание в пяти книгах: книга 1 «Лётно-технические характеристики»; книга 2 «Вооружение»; книга 3 «Планер и системы»; книга 4 часть 1 «Электрооборудование»; книга 4 часть 2 «Приборное оборудование. Кислородное оборудование. Системы и приборы электронной автоматики»; книга 5 «Радиоэлектронное оборудование». Изд. № 11/95р-П4 «ДСП».
- «Самолёт 75Б» Техническое описание. Книга 3 «Планер и системы».
- «Самолёт МиГ-21Ф-13». Техническое описание. Книга 3 «Конструкция». Под руководством ГК Микояна А. И. 1961 год
- «Самолёт МиГ-21ПФМ. Конструкция и лётная эксплуатация». Учебное пособие для лётчиков и курсантов. Армавирское высшее военное авиационное краснознаменное училище лётчиков ПВО. Армавир - 1975. Для служебного пользования.

В процессе серийного производства машина постоянно совершенствовалась, изменялась конструкция и состав оборудования. Также было разработано и построено много различных модификаций, имеющих существенное отличие от базового МиГ-21Ф, и уж тем более от прототипа Е-6.
Самолёт построен по среднепланной схеме с треугольным крылом и цельноповоротным управляемым стреловидным стабилизатором.
Конструкция самолёта цельнометаллическая, выполнена с применением алюминиевых сплавов Д16, В-25, М25Т4, АК-4-1 и магниевого сплава ВМ-65-1. В высоконагруженных зонах и узлах использовались стали 30ХГСА и 30ХГСНА. В хвостовой части фюзеляжа установлен двигатель, внутри фюзеляжа проходит воздушный канал.
Планер
Фюзеляж представляет собой сигарообразное тело овального сечения со срезанными передним и задним концами. Для установки, снятия и осмотра двигателя при регламентных работах имеется эксплуатационный разъём, делящий фюзеляж на носовую и хвостовую части. Поперечный силовой набор носовой части фюзеляжа состоит из 28 (или 29) шпангоутов, из которых шпангоуты № 2, 6, 11, 13, 16, 16А, 20, 22, 25 и 28 являются силовыми. Продольный набор скомпонован из лонжеронов и балок с небольшим количеством стрингеров, что компенсируется применением обшивки со значительными толщинами. Сборка носовой части фюзеляжа — панельная.
Поперечный набор хвостовой части — это 13 шпангоутов, из которых шпангоуты № 34, 35А и 36 — силовые, а продольный набор составляют стрингеры.
На фюзеляже установлены два передних тормозных щитка с углом отклонения 25° и один задний с углом отклонения 40°. В хвостовой части фюзеляжа имеется ниша для тормозного парашюта, выпускаемого в момент касания поверхности ВПП главными колёсами шасси. Противопомпажные автоматические створки находятся с обеих сторон фюзеляжа между 2-м и 3-м шпангоутами, а между 9-м и 10-м шпангоутами — створки воздушной подпитки двигателя, открывающиеся на земле и при взлёте. Между шпангоутами 2 и 6 в верхней части фюзеляжа располагается отсек радиоаппаратуры и электрооборудования. Нижняя панель отсека служит нишей установки и уборки передней стойки шасси.
Крыло треугольной в плане формы (с обрезанными законцовками) набрано из симметричных профилей ЦАГИ-С-9С относительной толщиной 5 % и состоит из двух однолонжеронных консолей с передней и задней стрингерными стенками. Поперечное «V» составляет −2 градуса. В каждой консоли располагается по два топливных бака (в носовой и средней частях) и силовой набор из нервюр и стрингеров. На крыле имеются элероны общей площадью 0,88 м2, а для улучшения взлётно-посадочных характеристик — закрылки со скользящей осью вращения, общей площадью 1,87 м2 и полным углом отклонения — 24°30′ . Аэродинамические гребни высотой 7 % от местной хорды крыла улучшают продольную устойчивость на больших углах атаки (первоначально по три гребня, начиная с МиГ-21Ф — по одному на каждой плоскости). Кроме отсеков для топлива в корневых частях крыла находились кислородные баллоны. На консолях также смонтированы посадочные фары и узлы подвески вооружения. Консоли крепятся к фюзеляжу в пяти точках.
Горизонтальное оперение стреловидностью 55 градусов и подвижной площадью 3,94 м2 набрано из симметричных профилей NASА-6А с относительной толщиной 6 %. Каждая половина стабилизатора крепится к стальной балке круглого сечения. Балки стабилизатора вращаются в радиально упорных подшипниках, установленных на шпангоуте № 35А, и игольчатых подшипниках, установленных на шпангоуте № 36 с обеих сторон фюзеляжа. Вертикальное оперение стреловидностью 60°, состоящее из киля и руля поворота, набрано из профилей С-11 с относительной толщиной 6 %. Снизу фюзеляжа для повышения путевой устойчивости установлен подфюзеляжный гребень.
Шасси — трёхопорное с носовым колесом. Колея шасси — 2,692 м, база — 4,87 м. Передняя стойка с колесом КТ-38 (на более поздних модификациях самолёта — КТ-102) размером шины 500×180 мм, убирается против потока в носовую нишу фюзеляжа. Основные опоры с колёсами КТ-82М (на поздних модификациях КТ-90Д) с размером шин 660×200 мм убираются в нишу крыла (стойка с амортизатором и гидроцилиндром) и фюзеляжа, между шпангоутами № 16 — № 20 (колёса), при этом колёса разворачиваются относительно стоек на 87°. Уборка и выпуск шасси осуществляются гидросистемой, аварийный выпуск — аварийной воздушной системой. Все колёса шасси — тормозные. Тормоза колёс основных стоек — дисковые, тормоз переднего — барабанный двухкамерный. Управление поворотом переднего колеса от педалей путевого управления.
Гермокабина самолёта находится между шпангоутами № 6 и № 11, под которой находится аккумуляторный отсек. Воздух в кабину поступает от компрессора двигателя по трубопроводам через электрокран — распределитель воздуха к крану питания кабины, из которого направляется в коллекторы обдува подъёмной части фонаря и ног лётчика. Отбираемый от двигателя горячий воздух охлаждается в воздухо-воздушном радиаторе, затем в турбохолодильнике. Температура воздуха в кабине поддерживается терморегулятором ТРТВК-45М.
Фонарь каплевидный, обтекаемый, состоит из передней части, открывающейся на земле и сбрасываемой в полёте при необходимости катапультирования, герметичной остеклённой перегородки и негерметичной задней остеклённой части, укреплённой на фюзеляже за сиденьем. Переднее стекло фонаря кабины выполнено из силикатного стекла толщиной 14,5 мм, а основное стекло — термостойкое органическое марки СТ-1, толщиной 10 мм. Непосредственно под лобовым стеклом находился неподвижный экран — бронестекло из 62-мм триплекса. Экран защищает лётчика от прямого попадания снарядов и осколков, кроме того, при катапультировании по экрану прокатываются ролики фонаря, а в случае аварийного сброса фонаря он защищает лётчика от встречного потока воздуха. Открытие фонаря (подъём) и закрытие (опускание) происходят относительно оси двух передних замков-шарниров при помощи выхода или уборки штоков двух воздушных цилиндров. При аварийном сбрасывании фонаря (от шторки или ручки автономного сбрасывания), его подброс производится от цилиндров подъёма фонаря давлением воздуха 110—130 кг/см2, при этом происходит поворот фонаря относительно замков временной задержки.
Начиная с модификации МиГ-21ФМ, фонарь был упрощённой конструкции и открывался механическим усилием вбок (вправо), аварийный сброс производился пиропатронами.
Фонарь снабжался жидкостной антиобледенительной системой, омывавшей лобовое стекло. Пятилитровый бак с этиловым спиртом размещался в конусе воздухозаборника.
В экипировку лётчика входили высотно-компенсирующий костюм ВКК-ЗМ с гермошлемом ГШ-4М и комплект кислородного оборудования ККО-3.
Внутри кабина, приборная доска и пульты окрашены изумрудно-зелёным цветом, ночное полётное освещение кабины — красным светом.
Силовая установка
(см. статью о ТРД Р11-300)
Турбореактивный двигатель Р11Ф-300 (на более поздние модификации устанавливались ТРД Р11Ф2С-300, Р13Ф-300 или Р-25-300) — двухвальный с осевым шестиступенчатым компрессором, с трубчатой камерой сгорания и форсажной камерой, установлен внутри задней части фюзеляжа между шпангоутами № 22 — № 28. Раскрутка двигателя при запуске производится электрическим стартер-генератором. Самолёт оборудован механизмом управления двигателем ПУРТ-1Ф, который обеспечивает управление от положения «стоп» до режима полного форсажа при помощи перемещения одного рычага в кабине (РУД). В передней части воздухозаборника установлен подвижный конус системы управления воздухозаборником УВД-2М из радиопрозрачного материала, имеющий три фиксированных положения (для диапазона М менее 1,5 конус убран, при М от 1,5 до 1,9 — в промежуточном положении, и при М более 1,9 — максимально выдвинут). Воздушный канал двигателя перед кабиной разделяется на две части и огибает её, а за кабиной обе части сливаются в один общий канал. Топливо (Т-1, Т-2 или ТС). Для надёжного запуска двигателя в воздухе на самолёте установлена система кислородной подпитки, рассчитанная на пять попыток запуска в воздухе. Для предохранения конструкции самолёта и агрегатов двигателя от перегрева отсек двигателя и форсажной камеры продувается воздухом, поступающим в полёте из воздухозаборного канала через окна воздухо-воздушного радиатора, при работе двигателя на земле — из окружающей атмосферы через клапаны в зоне двигателя, открывающиеся за счёт разрежения, создаваемого эжекцией газовой струи.
Топливная система
На самолёте имелось 12 топливных баков (на некоторых — 13, дополнительный бак в гаргроте).
Между шпангоутами № 11 и 28 размещены контейнеры семи мягких (на самолёте МиГ-21бис применены интегральные фюзеляжные топливные баки) топливных баков: от шпангоута 11 до шпангоута 13 — бак № 1, от шпангоута 13 до шпангоута 16 — бак № 2, между шпангоутами 14 и 16 — второй дополнительный бак; между шпангоутами 16 и 20 — бак № 3, состоящий из верхней и нижней частей, между шпангоутами 20 и 22 — бак № 4; между шпангоутами 22 и 25 — бак № 5, между шпангоутами 25 и 28 — бак № 6. Баки № 5 и № 6 состоят из двух соединённых между собой частей. Общая ёмкость топливной системы без подвесного бака — 2160 л, с подвесным баком — 2650 л. К топливной системе относятся перекачивающие топливные насосы и насосы подкачки, трубопроводы с клапанами, система дренажа топливных баков и система их наддува воздухом от компрессора двигателя (с предохранительными и обратными клапанами), предназначенные для выработки топлива из баков и обеспечения устойчивой работы насосов при полётах на больших высотах. В целях сохранения в полёте требуемой центровки выработка топлива производится в определённой последовательности с помощью специальных и поплавковых клапанов.
На самолёте стоит бензиновая система запуска двигателя с бензобаком ёмкостью 4,5 литра, расположенным внутри топливного бака № 4. Система предназначена для запуска двигателя на земле и в воздухе, и рассчитана на 8-10 запусков. Заправка бензином Б-70 производится через горловину на бачке, слив — через специальный кран на трубопроводе. При запуске бензин в двигатель подаётся электронасосом ПНР-10-9М. На самолётах с двигателем Р11Ф2С-300 и более поздних бензин в качестве пускового топлива не применяется.
Заправка баков топливом производится с помощью раздаточного пистолета через заливные горловины, расположенные на баках № 2 и № 4 (на более новых модификациях вся заправка выполнялась через горловину бака № 7). Через заливную горловину 2-го бака происходит заправка баков 2, 1, 3 и крыльевых отсеков, через заливную горловину бака № 4 заправляются баки 4, 5 и 6. Время заправки всех баков (без подвесного) составляет 10 минут. Слив топлива из всех баков (кроме подвесного) производится через кран на трубопроводе подвода топлива к двигателю, при этом насосы I, II, III групп баков и насосы крыльевых отсеков должны быть включены. Время слива полностью заправленных баков составляет 7 минут.
Система аварийного покидания — «СК» состоит из откидной части фонаря, при открывании кабины поднимавшейся вверх и вперёд, и катапультируемого сиденья, взятого с МиГ-19. Кресло состоит из следующих основных частей: каркаса с чашкой, заголовника, подножек, привязных ремней, системы захватов ног, бронезащиты, стреляющего механизма, системы блокировки, автомата АД-3 с пружинным механизмом, механизма стабилизирующих щитков, механизма регулирования сиденья по высоте и механизма стопорения привязных ремней. На левом поручне сиденья установлен объединённый разъём коммуникаций ОРК-2. Сиденье установлено на направляющих рельсах, что позволяет регулировать его положение по вертикали. При катапультировании кресло скользит по направляющим рельсам. Для последовательного срабатывания механизмов кресла и сбрасывания фонаря имеется блокировка с фонарём при помощи троса. Катапультирование может быть произведено от шторки или от рычагов, установленных на поручнях сиденья. При катапультировании от шторки кресла сначала сбрасывается фонарь, далее с помощью троса разблокируется стреляющий механизм кресла. Разблокировка происходит, когда фонарь отделяется от фюзеляжа на расстояние 1,5 м. Катапультирование возможно с предварительно сброшенным фонарём от ручки автономного сбрасывания фонаря или, в случае отказа пиросистемы, с помощью дублирующей системы открытия замков. Основным видом катапультирования является катапультирование от шторки. Эксплуатация выявила низкую надёжность системы «СК» и невозможность спасения лётчика при катапультировании с земли, поэтому в дальнейшем поставили более надёжное кресло КМ-1 (в дальнейшем это кресло доработали для установки на МиГ-23).
Парашютно-тормозная система предназначена для сокращения длины пробега самолёта при посадке. Система управления тормозным парашютом рассчитана на выброс его при посадке самолёта в момент касания земли колёсами основных стоек. Во время наполнения парашюта воздухом создаётся момент на опускание переднего колёса. Тормозной парашют, уложенный в специальный легкосъёмный контейнер, устанавливается в нишу хвостовой части фюзеляжа между шпангоутами № 30 и № 32, слева по полёту.
Крепление контейнера с парашютом — в четырёх точках: на двух штырях и двух легкоразъёмных замках. Парашют ПТ-21 площадью 16 м2 вкладывается в контейнер, зачехляется специальными фартуками и перед полётом устанавливается на самолёт. Трос парашюта укладывается в жёлобе, расположенном снизу на фюзеляже, на гребне. Конец троса надевается на крюк замка.
Система управления самолётом состоит из управления стабилизатором, элеронами, рулём направления и тормозными щитками. Привод стабилизатора и элеронов осуществляется от ручки управления, руля направления — от ножных педалей, с помощью жёстких трубчатых тяг, промежуточных рычагов и качалок. В системе управления стабилизатором установлен бустер БУ-51М, который передаёт движение одновременно на обе половины цельноповоротного стабилизатора (затем поставили необратимый гидроусилитель БУ-210Б), а в системе управления элеронами — два бустера БУ-45А, которые работают по необратимой схеме и полностью воспринимают шарнирные моменты, возникающие от аэродинамических сил на органах управления. Для имитации усилий на ручке управления используются пружинные загрузочные механизмы. На самолёте в продольном канале управления установлен автомат регулировки передаточных чисел АРУ-ЗВ(МВ), в зависимости от высоты и скорости полёта. В системе управления стабилизатором, кроме того, установлен механизм «триммерного эффекта» МП-100М, который выполняет роль аэродинамического триммера, снимая усилия с ручки управления в желаемом направлении. В системе управления элеронами при полной потере давления (или при отказах) в г/с можно аварийно отключить бустеры, переведя управление по крену в механическое. Управление рулём поворота сделано от педалей путевого управления, посредством трубчатых тяг, качалок и рычагов.
Гидросистема самолёта состоит из двух раздельных систем: основной и бустерной. Основная гидросистема предназначена для уборки и выпуска шасси, закрылков, тормозных щитков; для управления створками сопла двигателя, противопомпажными створками воздухозаборника, механизмом управления носовой стойкой шасси и механизмом загрузки педалей, цилиндром автоматического торможения колёс при уборке шасси и выдвижным конусом воздухозаборника. Основная гидросистема также является дублирующей для бустеров БУ-45 управления элеронов при выходе из строя бустерной гидросистемы и обеспечивает работу одной камеры двухкамерного (двухканального) бустера БУ-51 стабилизатора.
Бустерная гидросистема предназначена для обеспечения работы бустеров элеронов БУ-45 и одной камеры бустера стабилизатора. В системе управления стабилизатором установлен двухкамерный бустер БУ-51М, который одновременно работает от обеих гидросистем.
Каждая из гидросистем обслуживается своим гидронасосом переменной производительности типа НП-34М с рабочим давлением 210 кг/см2, установленных на двигателе, также в каждой системе установлено два гидроаккумулятора. Масло АМГ-10 для обоих г/систем находится в общем гидробаке с перегородкой. Для резерва бустерной г/с при отказе двигателя имеется электрическая насосная станция НП-27Т.
Воздушная система самолёта состоит из основной и аварийной, с давлением 110—130 атм. Основная предназначена для торможения колёс шасси, перезаряжания пушек, закрытия перекрывного топливного крана, подъёма и герметизации фонаря, управления створками и сбросом тормозного парашюта, а также для включения системы противообледенения. Аварийная воздушная система осуществляет аварийный выпуск шасси и аварийное торможение колёс главных стоек шасси. В качестве баллонов пневмосистемы используются верхние полости основных стоек шасси. Зарядка баллонов осуществляется только от наземного источника.
Противопожарная система состоит из ионизационного сигнализатора пожара ИС-2М; 2-литрового баллона 20С-2-1С с вставленным в его головку-затвор пиропатроном; распределительного стального коллектора с отверстиями диаметром 1,7 мм на шпангоуте № 22, электросистемы, извещающей лётчика о наличии очага пламени и приводящие в действие противопожарное оборудование. Система предназначена для ликвидации пожара только в отсеке двигателя.
Электрооборудование
Первичная сеть самолёта на 27 вольт постоянного тока запитана от стартер-генератора ГСР-СТ-12000ВТ-2И, в качестве резерва используются две серебряно-цинковые батареи 15-СЦС-45А. Переменный ток на самолёте вырабатывают электромашинные преобразователи на 115 В, 400 Гц — ПО-1500ВТ2И и ПО-750А, и преобразователи ПТ-500Ц и ПТ-125Ц, преобразующие постоянный ток в трёхфазный переменный напряжением 36 В и частотой 400 Гц.
Приборное и радиоэлектронное оборудование
Курсовая система истребителя КСИ, авиагоризонт АГД-1, электрический указатель поворота ЭУП-53, указатель скорости КУС-2500, махметр М-2,5К, высотомер ВД-28К, вариометр ВАР-300К, указатель высоты и перепада давления УВПД-20 и др. Приёмник воздушного давления типа ПВД-7 (или ПВД-18-5М). Система аварийной регистрации параметров полёта САРПП-12.
Переговорное устройство типа СПУ-7, УКВ-радиостанция Р-802В (РСИУ-5В), маркерный радиоприёмник МРП-56П, автоматический радиокомпас АРК-10, радиовысотомер малых высот РВ-УМ, станции ответчиков СОД-57М, СРЗО-2 («Хром — Никель»), СРО-2 и станция предупреждения об облучении «Сирена-2» («Сирена-3М»).
Прицельное радиоэлектронное оборудование содержит автоматический самолётный прицел АСП-5Н(НД), сопряжённый с радиодальномером СРД-5 (СРД-5М) «Квант» и вычислителем ВРД-1. Инфракрасный визир СИВ-52. В дальнейшем ставили оптический прицел АСП-ПФ-21 и радиоприцел РП-21. Антенна радиодальномера (радиоприцела) устанавливалась в конусе воздухозаборника.
Первоначально на самолёте не было автопилота, потом стали устанавливать КАП-1 (КАП-2, КАП-3, АП-155 и даже систему автоматического управления САУ-23ЕСН). Исполнительные механизмы автопилота — электромеханизмы типа «раздвижная тяга» РАУ-107А.
Вооружение самолёта включало встроенную пушку (или две) НР-30 (затем ГШ-23Л) калибра 30 (23) мм, а также ракетное и бомбовое вооружение, подвешивающееся на балочные держатели БДЗ-58-21. Кроме того, допускалась подвеска двух блоков УБ-16-57, в которые заряжались по 16 реактивных снарядов типа АРС-57М; двух АРС-212 или АРС-240; две свободнопадающие
бомбы или зажигательных бака. В дальнейшем применялись ракеты К-13, которые размещались на пусковых установках АПУ-28. Также был разработан пушечный контейнер ГП-9 (с пушкой ГШ-23), подвешиваемый в центре под фюзеляжем.
Для ведения воздушной разведки истребитель мог комплектоваться аэрофотоаппаратом АФА-39.
На некоторых модификациях допускалась установка двух стартовых твердотопливных ускорителей СПРД-99 тягой по 2300 кгс.

## Производство
Выпускался серийно в СССР с 1959 по 1985 год тремя авиационными заводами.
- Горьковский авиационный завод им. С. Орджоникидзе, предприятие «п/я Р-6719» МАП СССР. Серийное производство различных модификаций МиГ-21 с 1959 по 1975 год, первые 10 МиГ-21Ф выпущены заводом в 1960 году. Всего предприятие изготовило 5503 серийных МиГ-21 и 5 опытных Е-2А.
- Московское авиационное производственное объединение им. П. В. Дементьева, предприятие «п/я А-1122» МАП СССР. Выпуск МиГ-21 начат в соответствии с ПСМ № 299—118 от 11.04.1964 года и продолжался до 1985 года. Изготовлено 3353 самолёта МиГ-21.
- Тбилисское авиационное производственное объединение им. Г. Димитрова, предприятие «п/я А-1186» МАП СССР. Выпуск МиГ-21 с 1962 по 1985 год. Всего заводом было построено порядка 1840 самолётов разных модификаций (в основном — У, УС и УМ) и пять опытных Е-5.

В Чехословакии на заводе Aero Vodochody производилась копия МиГ-21Ф-13 под собственным именем Aero S-106. Всего изготовлено 194 самолёта
Китайская копия МиГ-21 выпускалась под названием J-7 (для НОАК), а её экспортная версия F7 снята с производства в 2017 году, как и двухместный , JJ-7. По состоянию на 2012 год в Китае было выпущено около 2500 J-7/F-7.

## Характеристики
Характеристики самолёта, общие для всех модификаций:
- Количество двигателей: 1
- Экипаж: 1 человек (кроме двухместных учебных модификаций)
- Длина: 14,10 метра
- Высота: 4,71 метра
- Размах крыла: 7,15 метра
- Площадь крыла: 22,95 м²

МиГ-21бис
Технические характеристики
- Масса пустого: 5460 кг
- Нормальная взлётная масса: 8726 кг
- Максимальная взлётная масса: 10 100 кг
- Масса топлива: 2750
- Двигатель: ТРДДФ Р-25-300
  - Тяга максимальная без форсажа: 4100 кгс
  - Тяга на форсаже: 6850 кгс
  - Тяга на чрезвычайном форсаже: 7100 кгс[13]

Лётные характеристики
- Максимальная скорость на высоте: 2230 км/ч
- Максимальная скорость у земли: 1300 км/ч
- Крейсерская скорость: 1000 км/ч
- Дальность полёта:
  - без ПТБ: 1225 км
  - с ПТБ: 1470 км
- Практический потолок: 19 000 м
- Скороподъёмность: 235 м/с
- Максимальная эксплуатационная перегрузка: +8,5 g[14]

Вооружение
- Пушечное: 23-мм встроенная пушка ГШ-23Л (боезапас — 200 снарядов)
- Точки подвески: 5 (четыре под крылом и одна под фюзеляжем)
- Масса подвесных элементов: 1300 кг
- Управляемые ракеты:
  - «воздух-воздух»: Р-3С, Р-3Р, Р-13М, Р-13М1, Р-60, Р-60М
  - «воздух-поверхность»: Х-66
- Неуправляемые ракеты: калибром 57 и 240 мм
- Свободнопадающие бомбы: различные типы весом до 1000 кг

## Модификации

### Второе поколение
- МиГ-21Ф (тип 72) (1959) — фронтовой истребитель. Вооружение: две встроенные 30-мм пушки НР-30 и два подкрыльевых пилона для подвески блоков неуправляемых ракет С-5 (по 16 ракет в каждом блоке), ракет С-24, бомб или зажигательных баков. Двигатель Р-11Ф-300, тяга без форсажа — 3880 кгс, на форсаже — 5740 кгс. Радиолокатора не было. Выпускался в 1959—1960 годах на горьковском авиазаводе. Всего построено 83 экземпляра.

- Миг-21UG — Модификация Турции МиГ 21 — получил повышенную скорость до 2500 км/час. Дальность полета также была увеличена: без ПТБ — 1500 км, с ПТБ — 1700 км.
- МиГ-21Ф-13 (тип 74) (1960) — фронтовой истребитель. Появилась возможность подвешивать на подкрыльевых пилонах управляемые ракеты «воздух-воздух» К-13 (Р-3С). Снята одна из пушек, что позволило увеличить запас топлива на 140 литров. Кроме этого, под фюзеляжем на центральном пилоне самолёт мог нести подвесной топливный бак. Двигатель Р-11Ф2-300, тяга без форсажа — 3950 кгс, на форсаже — 6120 кгс. Радиолокатора не было. Выпускался с 1960 по 1965 год на горьковском и московском авиазаводах.

На облегчённой модели этой модификации под названием Е-66, оснащённой комбинированной силовой установкой (дополнительно к Р-11Ф2-300 был установлен ЖРД СЗ-20М5А), в 1960 году установлен рекорд скорости на замкнутом 100 км маршруте; достигнута средняя скорость 2149 км/ч, а на отдельных участках 2499 км/ч. А 28 апреля 1961 г. установлен абсолютный рекорд высоты 34714 м.
- МиГ-21П (1960) — опытный всепогодный истребитель-перехватчик; оснащён радиолокатором ЦД-30Т и аппаратурой командного наведения «Лазурь», позволяющей самолёту взаимодействовать с системой автоматизированного управления истребительной авиацией «Воздух-1». Двигатель Р-11Ф-300 (как на МиГ-21Ф), прицел АСП-5НДН. На этой модификации была снята и вторая пушка. Вооружение состояло только из двух управляемых ракет К-13 (Р-3С) (в то время возобладало мнение что ракеты могут полностью заменить пушки (американский Фантом тоже получил пушку лишь в 1967); Вьетнамская война показала ошибочность этого решения). Вместо ракет К-13 на пилоны можно было подвешивать бомбы и неуправляемые ракеты. К июню 1960 г. была изготовлена небольшая установочная серия перехватчиков МиГ-21П. Однако на этом его строительство закончилось, а в массовое производство пошла следующая модификация — ПФ.

- МиГ-21ПФ (тип 76) (1961) — всепогодный перехватчик; оснащён аппаратурой командного наведения «Лазурь», позволяющей самолёту взаимодействовать с системой автоматизированного управления истребительной авиацией «Воздух-1». От предыдущей модификации отличался более мощным двигателем Р-11Ф2-300 (как на МиГ-21Ф-13), новым радиолокатором ЦД-30ТП (РП-21), и прицелом ГЖ-1. Серийно выпускался с 1961 года на горьковском и московском авиазаводах.
- МиГ-21ПФС (изделие 94) (МиГ-21ПФ или СПС) (1963) — подвариант МиГа-21ПФ. Литера «С» означает «сдув пограничного слоя» (СПС). Военные хотели, чтобы МиГ-21 можно было легко эксплуатировать с грунтовых аэродромов. Для этого была разработана система сдува пограничного слоя с закрылков. Под эту систему были доработаны двигатели, получившие название Р-11-Ф2С-300, с отбором воздуха от компрессора. В выпущенном положении к нижним поверхностям закрылков подавался отобранный от компрессора воздух, что резко улучшило взлётно-посадочные характеристики самолёта. Применение СПС позволило сократить длину пробега в среднем до 480 м, а посадочную скорость до 240 км/ч. На самолёте могли устанавливаться два стартовых ускорителя СПРД-99 для сокращения длины разбега. Все эти нововведения устанавливались и на всех последующих модификациях. Самолёты «ПФ» и «ПФС» выпускались в 1961—1965 годах.
- МиГ-21ФЛ (тип 77) (1964) — экспортная модификация МИГа-21ПФ для Индии. Упрощено радиоэлектронное оборудование; вместо радиолокатора РП-21 поставлен Р-2Л. Вместо двигателя Р-11Ф2-300 поставлен Р-11Ф-300, как на ранней версии МиГ-21П. Выпускался в 1964—1968 годах на горьковском и московском авиазаводах. Поставлялся в Индию с 1964 года, в разобранном виде. Некоторое количество МиГ-21ФЛ попало и в советские ВВС. Также выпускался в Индии по лицензии.
- МиГ-21ПФМ (изделие 94) (1964). Недостатком модификаций ПФ/ПФС было отсутствие пушечного вооружения (в то время оно ошибочно считалось устаревшим). Поэтому в новой модификации была предусмотрена возможность подвески пушечного контейнера ГП-9 с двухствольной 23-мм пушкой ГШ-23Л на центральном пилоне. Под монтаж контейнеров ГП-9 были доработаны и индийские МиГ-21ФЛ. Также выяснилось, что в некоторых ситуациях ракеты с радиолокационным наведением предпочтительнее, чем с тепловым, например, в условиях облачности или тумана. Поэтому наряду с ракетами Р-3С (К-13), самолёт ПФМ получил возможность нести ракеты РС-2УС (К-5МС) с радиолокационной системой наведения; для этого несколько доработали бортовую РЛС, получившую в этой модификации обозначение РП-21М. Позже до РП-21М были доработаны радиолокационные прицелы на МиГ-21ПФС. Среди других усовершенствований: установлены запросчик-ответчик СРЗО-2М «Хром-Никель» (изд.023М), зеркало для обзора задней полусферы (перископ), новое катапультное кресло КМ-1М, инфракрасный визир «Самоцвет», новый прицел АСП-ПФ сопряжённый с РЛС и ИК-визиром, и т. д. Серийное производство МиГ-21ПФМ для ВВС Советского Союза велось на заводе № 21 в Горьком с 1964 по 1965 год. На московском заводе «Знамя Труда» данная модификация строилась на экспорт с 1966 по 1968 год.
- МиГ-21Р (изд. 94Р или 03) (1965) — разведывательный самолёт. Под фюзеляжем на специальном обтекаемом держателе устанавливались сменные контейнеры с разведывательным оборудованием. Контейнеры были в следующих вариантах:
  - «Д» — для дневной фоторазведки — фотоаппараты для перспективной съёмки 2 х АФА-39, фотоаппараты для плановой съёмки 4 х АФА-39, щелевой фотоаппарат АФА-5;
  - «Н» — для ночной фоторазведки — фотоаппарат УАФА-47, осветительные фотопатроны 188 шт.
  - «Р» — для радиотехнической разведки — аппаратура «Ромб-4А» и «Ромб-4Б», фотоаппарат АФА-39 для контроля;
  - станция постановки активных помех СПС-142 «Сирень»;
  - аппаратура для забора проб воздуха;
  - аппаратура ретрансляции аудиоинформации в УКВ диапазоне.
- Проводились лётные испытания контейнеров:
  - с телевизионным комплексом ТАРК или ТАРК-2 и линией передачи информации на наземный пункт (этот вариант в частности использовался в Афганистане);
  - с аппаратурой круглосуточной разведки «Шпиль» с подсветом местности ночью лазерным лучом и линией передачи информации;
  - с аппаратурой инфракрасной разведки «Простор»;
  - с аэрофотоаппаратами для съёмки с особо малых высот.
- Самолёты также комплектовались аппаратурой радиоэлектронной борьбы на законцовках крыла.
- Кроме разведывательного оборудования, на МиГ-21Р предусматривалось размещение такого же вооружения, как и на истребителе ПФМ, за исключением пушечной гондолы ГП-9 и подвесного топливного бака на подфюзеляжном пилоне.
- Все предыдущие модификации имели только 2 подкрыльевых пилона. МиГ-21Р и все последующие модификации имели уже 4 пилона. По-видимому, это было вызвано необходимостью увеличить дальность полёта у разведчика: на подфюзеляжный пилон уже нельзя было подвесить дополнительный топливный бак — на его месте расположена разведывательная аппаратура; если же занять подвесными топливными баками подкрыльевые пилоны, то некуда будет подвесить ракеты, и самолёт станет совершенно безоружным. В борьбе за повышение дальности полёта запас топлива во внутренних баках был увеличен и достиг 2800 литров, но этого было недостаточно. Зато с появлением двух дополнительных подкрыльевых пилонов проблема была решена. Теперь самолёт нёс разведывательную аппаратуру под фюзеляжем, два подвесных топливных бака по 490 литров на подкрыльевых пилонах, и ещё два подкрыльевых пилона могли нести всю номенклатуру вооружения, как и предыдущая модификация «ПФМ».
- МиГ-21Р выпускался на Горьковском авиазаводе № 21 в 1965—1971 годах.
- МиГ-21С (изделие 95) (1965) — новым этапным шагом развития МиГ-21 послужило появление новой бортовой Радиолокационной станции РП-22, получившей название «Сапфир-21» или сокращённо С-21 (отсюда и литера «С» в названии модификации). Станция имела более высокие характеристики, чем РП-21: при тех же углах сканирования дальность обнаружения цели типа «бомбардировщик» достигла 30 км, а дальность сопровождения увеличилась с 10 до 15 км. Но главное — она позволяла применять новые ракеты Р-3Р (К-13Р) с полуактивной радиолокационной головкой самонаведения и увеличенной дальностью пуска. Это меняло тактику применения самолёта: если раньше, пустив радиоракету РС-2-УС, лётчик был вынужден повторять все манёвры цели, чтобы вести её лучом станции РП-21 вплоть до момента поражения, то теперь от него требовалось лишь «подсвечивать» цель с помощью «Сапфира», предоставляя ракете самой гоняться за противником.
- Типичным вооружением МиГа-21С стали 4 управляемые ракеты — две Р-3С с инфракрасной головкой самонаведения и две Р-3Р с радиолокационной ГСН; плюс к этому гондола ГП-9 с пушкой ГШ-23 под фюзеляжем на центральном пилоне.
- Новый автопилот АП-155 позволял не только сохранять положение машины относительно трёх осей, но и приводить её к горизонтальному полёту из любого положения с последующей стабилизацией высоты и курса.
- В состав бортового оборудования ввели усовершенствованную аппаратуру наведения на цель «Лазурь-М» и новую станцию предупреждения об облучении СПО-10.
- МиГ-21С выпускался серийно в Горьком в 1965 −1968 годах только для советских ВВС.
- Характеристики МиГ-21С:
  -     - Тип двигателя: Р-11Ф2С-300
    - Тяга:
      - без форсажа 3900 кгс
      - на форсаже 6175 кгс

    - Максимальная скорость:
      - на высоте 2230 км/ч
      - у земли 1300 км/ч

    - Практический потолок 18000 метров
    - Максимальная эксплуатационная перегрузка 8g
    - Дальность полёта МиГ-21С на высоте 10 км:
      - без подвесных топливных баков — 1240 км
      - с одним подфюзеляжным ПТБ на 490 л — 1490 км
      - с тремя ПТБ на 490 л — 2100 км
- «МиГ-21СН» — вариант МиГ-21С, способный нести на центральном подфюзеляжном пилоне атомную бомбу РН-25 (позднее — и других типов). Литера «Н» — от слова «носитель». Выпускался серийно с 1965 года.
- МиГ-21М (изд. 96А) (1968) — представлял собой экспортную модификацию истребителя МиГ-21С. Он также имел 4 подкрыльевых пилона и такой же двигатель Р-11Ф2С-300, но у него был менее совершенный, чем РП-22С, радиоприцел — РП-21М, и соответственно вместо ракет Р-3Р на самолёт подвешивались более старые РС-2УС. Однако, в одном аспекте МиГ-21М превосходил модификацию «С»: на нём была установлена встроенная в фюзеляж пушка ГШ-23Л, так же, как и на строящемся для советских ВВС, более новом МиГ-21СМ, начавшем выпускаться в том же 1968 году (см. ниже). Самолёт строился на московском заводе «Знамя Труда» с 1968 по 1971 годы. В 1971 г. лицензия на его производство была передана Индии.
- МиГ-21СМ (изд. 95М или тип 15) (1968) — МиГ-21СМ стал дальнейшим развитием МиГ-21С. На нём был установлен более мощный двигатель Р-13-300, обладавший, к тому же, увеличенным запасом газодинамической устойчивости и широким диапазоном режимов форсажа с плавным изменением тяги. Тяга без форсажа — 4070 кгс, на форсаже — 6490 кгс. По сравнению с самолётами предыдущих модификаций, имеет лучшие разгонные характеристики и скороподъёмность. Максимальная эксплуатационная перегрузка увеличена до 8,5 g.
- Предыдущие модификации могли нести двухствольную пушку ГШ-23 в подвесном контейнере ГП-9, который крепился на центральном пилоне. Однако, таким образом, контейнер занимал центральный пилон, на котором мог бы быть подвесной топливный бак, бомба или контейнер с разведывательной аппаратурой. Кроме того, Вьетнамская война ясно показала, что пушка нужна истребителю не иногда, в особых случаях, а всегда — при каждом боевом вылете. Учитывая всё это, МиГ-21СМ получил встроенную в фюзеляж пушку ГШ-23Л с боекомплектом в 200 снарядов. С внедрением встроенной пушки оптический прицел АСП-ПФ был заменён прицелом АСП-ПФД.
- Из-за встроенной пушки пришлось немного уменьшить запас топлива — до 2650 литров. Чтобы компенсировать это, был разработан новый подвесной бак объёмом 800 литров, причём расстояние от него до земли осталось прежнее. Этот бак можно было подвешивать только на центральном пилоне, подкрыльевые могли нести только 490-литровые баки.
- На четырёх подкрыльевых пилонах в различных сочетаниях могли подвешиваться ракеты Р-3С, Р-3Р, блоки УБ-16-57 или УБ-32-57 (первые несут 16, вторые — 32 неуправляемые ракеты С-5), неуправляемые ракеты С-24, бомбы и зажигательные баки калибром до 500 кг. Максимальная масса боевой нагрузки — 1300 кг. Самолёт также может оснащаться аэрофотоаппаратом АФА-39. Кроме того, в 1968 на вооружение МиГ-21 поступила управляемая ракета «воздух-земля» Х-66.
- Истребители МиГ-21СМ строились в 1968—1971 годах только для ВВС Советского Союза заводом № 21 в Горьком.

- МиГ-21МФ (изд.96А) (1969) — модификация МиГ-21СМ для поставок на экспорт. Самолёт имел такой же двигатель Р-13-300, ту же радиолокационную станцию РП-22 «Сапфир-21» и такой же комплекс вооружения, как «СМ». Фактически, «МФ» почти не отличался от «СМ». Впервые экспортная модификация МиГ-21 ни в чём не уступала своему прототипу, предназначенному для СССР (правда, появилась на год позже). Некоторые самолёты модификации «МФ» попали и в советские вооружённые силы. МиГ-21МФ выпускался серийно на московском заводе «Знамя Труда» в 1969—1974 годах. Кроме того, уже после этого, в 1975—1976 годах, 231 истребитель этой модификации выпустил горьковский авиазавод. МиГ-21МФ поставлялся во многие страны. В ходе Ирано-иракской войны он сбил иранский F-14 (США поставляли этот новейший самолёт Ирану в последние годы правления Шаха). МиГ-21МФ выпускался в Индии и в Китае.

- МиГ-21СМТ (изд. 50) (1971) — модификация истребителя «СМ» с увеличенным запасом топлива и более мощным двигателем Р-13Ф-300. Машина предназначалась для Советских ВВС.
- Новый двигатель Р-13Ф-300, кроме обычного форсажа, имел режим «чрезвычайный форсаж». Это позволило в полёте у земли со скоростью звука увеличить тягу на 1900 кгс по сравнению с двигателем Р13-300.
- Общий запас топлива во внутренних баках был увеличен до 3250 л. Однако, из-за увеличившегося веса и объёма управляемость самолёта ухудшилась. И хотя в некоторых ситуациях больший запас топлива перекрывал этот недостаток[15], всё же в процессе производства ёмкость топливных баков уменьшили до 2880 литров — столько же, сколько и на следующей модификации МиГ-21бис. В литературе, особенно западной, самолёты МиГ-21СМТ с уменьшенными до уровня МиГ-21бис топливными баками иногда ошибочно называют «МиГ-21СТ».
- МиГ-21СМТ выпускался в 1971—1973 годах на Горьковском авиазаводе. Всего был выпущен 281 истребитель. В ВВС СССР они использовались не только в качестве истребителей, но и как носители тактического ядерного оружия. В НАТО МиГ-21СМТ получил кодовое обозначение Fishbed-K.
- МиГ-21МТ (изд. 96Б) (1971) — экспортный вариант истребителя «СМТ» (модификация экспортного «МФ» с увеличенным запасом топлива и двигателем Р-13Ф-300). Самолёт выпускался на Московском заводе «Знамя Труда» в 1971 году, построено 15 экземпляров, все поставлены в ВВС СССР.

### Третье поколение
МиГ-21бис (изд. 75 — для ВВС и авиации ПВО СССР, изд. 75А — для социалистических стран и изд. 75Б для капиталистических и развивающихся государств) (1972) — последняя и наиболее совершенная модификация из всего огромного семейства «двадцать первых», выпускаемых в СССР.
 Главным новшеством стал двигатель Р-25-300, который развивал тягу без форсажа 4100 кгс, на форсаже — 6850 кгс, а на чрезвычайном форсаже — 7100 кгс (по некоторым источникам — даже 9900 кгс). Форсаж теперь разжигался за более короткое время. Скороподъёмность машины увеличилась почти в 1,6 раза.
Поскольку выяснилось, что слишком большой запас топлива на МиГ-21СМТ (3250 литров) ухудшает лётные характеристики, на МиГ-21бис объём внутренних баков уменьшили до 2880 л. Таким образом, после долгих поисков было достигнуто оптимальное сочетание аэродинамики самолёта и объёма его топливной системы.
На самолёте также устанавливались: более совершенная РЛС «Сапфир-21М» (С-21М или РП-22М), доработанный оптический прицел, позволивший снять ограничения при стрельбе из пушки при больших перегрузках, и новая система автоматизированного контроля состояния самолёта и двигателя, сократившая время технического обслуживания. Ресурс МиГ-21бис достиг 2100 часов.
На самолёте сохранились помехозащищённая линия связи «Лазурь-М», обеспечивающая взаимодействие с наземной автоматизированной системой управления «Воздух-1»; катапультное кресло КМ-1М, приёмник воздушного давления ПВД-18.

В НАТО эти истребители получили кодовое название Fishbed L. 
В процессе производства самолёты МиГ-21бис стали оснащать пилотажно-навигационным комплексом (ПНК) «Полёт-ОИ», предназначенным для решения задач ближней навигации и захода на посадку при автоматическом и директорном управлении. В состав комплекса входят:
- система автоматического управления САУ-23ЕСН, представляющая собой сочетание электронного вычислительного устройства с индикаторами команд и автопилотом, отрабатывающим эти команды
- система ближней навигации и посадки РСБН-5С
- антенно-фидерная система Пион-Н

Кроме того, комплекс использует сигналы гиродатчика АГД-1, курсовой системы КСИ, датчика воздушной скорости ДВС-10 и датчика высоты ДВ-30. Внешне МиГ-21бис с системой «Полёт-ОИ» отличался двумя небольшими антеннами, расположенными под воздухозаборником и над килем.
В Восточной Европе такие истребители получила только ГДР. Там они получили локальное обозначение МиГ-21бис-САУ, что означало «МиГ-21бис с системой автоматического управления».
В НАТО МиГ-21бис с системой «Полёт-ОИ» получили кодовое обозначение Fishbed-N.
МиГ-21бис выпускался с 1972 по 1985 годы на Горьковском авиазаводе № 21; всего было выпущено 2013 экземпляров. Одной из первых эти истребители закупила Финляндия. Первые самолёты были доставлены туда в 1977, где они заменили состоявшие на вооружении МиГ-21Ф-13. В Индии «бисы» по лицензии не выпускались, но заводом HAL в Насике было собрано примерно 220 истребителей из комплектов, поставленных из Советского Союза. Сборка последнего индийского МиГ-21бис завершилась в 1987 г.
Помимо совершенствования самого самолёта, продолжали появляться новые ракеты. В 1973 году появились Р-13М с тепловой головкой самонаведения, представляющая собой глубокую модернизацию Р-3С, и лёгкая манёвренная ракета ближнего боя Р-60. Причём 2 из 4 подкрыльевых пилонов МИГа-21 могли нести спаренную подвеску с двумя ракетами Р-60. Таким образом, общее число управляемых ракет достигало 6. В целом, число возможных комбинаций вооружения составило 68 (на истребителях ранних модификаций оно равнялось 20). Часть самолётов МиГ-21бис оснащалась оборудованием для подвески ядерной бомбы.

## Модернизации
- МиГ-21-93 (1994) — модернизация серийных МиГ-21бис для ВВС Индии, впоследствии получил название MiG-21UPG Bison (первый полёт 3 октября 1998 года[16]). РСК «МиГ» совместно с Нижегородским авиационным заводом «Сокол» в кооперации с другими российскими предприятиями (НИИР «Фазотрон») разработала программу модернизации самолётов семейства МиГ-21, которая была нацелена на расширение номенклатуры и режимов применения вооружения, что позволяет им успешно эксплуатироваться в ВВС разных стран на протяжении ещё ряда лет. По боевым возможностям модернизированные самолёты МиГ-21 не уступают современным истребителям четвёртого поколения. ВВС Индии в 1998—2005 годах провели глубокую модернизацию 125 истребителей МиГ-21. Истребитель МиГ-21бис получил новую систему управления вооружением с многофункциональной БРЛС «Копьё», нашлемной системой целеуказания, аппаратурой отображения информации на основе современного индикатора на лобовом стекле и многофункционального дисплея. БРЛС «Копьё», разработанная Корпорацией «НИИР „Фазотрон“», имеет повышенную дальность действия. БРЛС обеспечивает обнаружение и атаку целей (в том числе, ракетами средней дальности) в свободном пространстве и на фоне земли, а также обнаружение радиолокационно-контрастных надводных и наземных целей. БРЛС «Копьё» способна сопровождать до 8 целей и обеспечивает одновременную атаку двух наиболее опасных из них. В вооружение истребителя дополнительно включаются управляемые ракеты «воздух-воздух» РВВ-АЕ, Р-27Р1, Р-27Т1 и Р-73Э и корректируемые бомбы КАБ-500Кр. Параллельно с модернизацией продлён ресурс и сроки службы самолёта.

### Двухместные учебно-тренировочные модификации
- МиГ-21У (1962) — учебно-тренировочный истребитель.
- МиГ-21УС (1966) — учебный фронтовой истребитель, оснащённый двигателем Р-11Ф2С-300.
- МиГ-21УМ (1971) — учебный фронтовой истребитель с модернизированным БРЭО.

### Прочие
- МиГ-21ПД (1966) — экспериментальная модификация с подъёмными двигателями. Предназначалась для изучения поведения самолёта с комбинированными силовыми установками на взлётно-посадочных режимах. В фюзеляже, помимо маршевого двигателя Р-13Ф-300 тягой 6490 кгс, в районе центра масс самолёта устанавливались два подъёмных двигателя РД-36-35 по 2350 кгс. Для их размещения фюзеляж был удлинён на 900 мм вставкой за кабиной, его миделевое сечение увеличено, а стойки шасси зафиксированы. Воздух к подъёмным двигателям подводился через поворотные створки, открывавшиеся при взлёте и посадке. Сопла были немного наклонены. МиГ-21ПД впервые взлетел 16 июня 1966 года под управлением Петра Остапенко, в 1967 году программа испытаний была завершена Борисом Орловым[17].

- М-21 (М-21М) (1967) — высокоманёвренный радиоуправляемый самолёт-мишень.
- МиГ-21И (1968) — самолёт-аналог сверхзвукового пассажирского самолёта Ту-144. Предназначался для исследования поведения самолётов схемы «бесхвостка» и с оживальным крылом. Было построено 2 экземпляра. Первый был потерян 26 июля 1970 года (лётчик В. Константинов погиб), второй сейчас является экспонатом Центрального музея ВВС в Монино.

### Проекты
- МиГ-21ЛШ (1969) — проект штурмовика, принимавший участие в конкурсе наряду с Т-8 (будущим Су-25)[18].
- в 1993 году на выставке авиатехники в Ле-Бурже Израиль представил модернизированный вариант истребителя МиГ-21, переоборудованный в штурмовик для нанесения ударов по морским и наземным целям. На самолёт было установлено новое радиоэлектронное, навигационное и прицельное оборудование, а также система катапультирования лётчика, изначально разработанная для тактического истребителя «Лави». Фонарь кабины, состоявший из трёх частей, заменялся на цельное остекление. Стоимость программы модернизации одного самолёта составляла 1-4 млн долларов, в зависимости от установленного оборудования[19].
- MIG-21-2000 (1998) — проект модернизации серийных МиГ-21бис и МиГ-21МФ, разработанный израильским концерном «Таасия авирит» и корпорацией IAI[20][21]. Предусматривал переоборудование кабины и установку нового радиоэлектронного оборудования[22].

## На вооружении
МиГ-21 состоял на вооружении и использовался в ВВС 49 стран.
По состоянию на 2024 год, в 6 государствах и 1 государственном образовании мира эксплуатировалось 398 истребителей МиГ-21 различных модификаций. Средний возраст самолётов превышает 40 лет, а морально устаревшая конструкция и небольшой остаточный ресурс делают затруднительной и неоправданной дальнейшую модернизацию. Основными эксплуатантами самолёта являются Индия и КНДР, эксплуатирующие на двоих почти три четверти самолётов. Также ряд стран (Индия, Румыния, Хорватия) провели масштабную модернизацию своего парка МиГ-21 при поддержке израильской Elbit Systems, чтобы те соответствовали многим характеристикам истребителей 4 поколения. Представленные в этом списке страны не включают те, в ВВС которых на вооружении стоял Chengdu J-7/F-7 (МиГ-21 китайского производства).

### Операторы
- Ангола — 20 МиГ-21бис/МФ, по состоянию на 2023 год[24].
- Индия — 109 МиГ-21УПГ и 37 МиГ-21У/УМ, по состоянию на 2023 год[25]. МиГ-21 начали поступать на вооружение в 1963 году. Модификация МиГ-21ФЛ производилась по лицензии (построено около 200 машин). Всего ВВС Индии получили 946 МиГ-21. Аварийность индийских самолётов оказалась высокой. По состоянию на 2011 год, за почти 50 лет эксплуатации в авариях и катастрофах было потеряно 476 из 946 машин[26][27][28]. Не менее 120 модернизированных истребителей будут находиться на вооружении ВВС Индии до 2019 года[29][30]. На 12.2022 в составе ВВС три эскадрильи МиГ-21 которые будут эксплуатироваться до 2025 года. Однако, в 2023 году командование ВВС Индии заявило, что все самолёты будут сняты с вооружения досрочно — 8 октября 2023. Планируется провести особую прощальную церемонию с МиГ-21, поскольку самолёт находился на вооружении страны более полувека. Всего с 1963 года индийские ВВС получили 874 таких истребителя.
- КНДР — 120 Миг-21Ф-13/J-7/ПФМ, 30 Миг-21бис, по состоянию на 2023 год, около 40 истребителей были поставлены контрабандой из Казахстана[31].
- Куба — 3 Миг-21бис и 2 Миг-21УМ, по состоянию на 2023 год.[32]
- Ливия
  - ЛНА — около 10 Миг-21МФ, по состоянию на 2023 год[33].
- Мозамбик — 6 МиГ-21бис и 2 Миг-21УМ, по состоянию на 2023 год[34].

### Бывшие операторы
Представленные в этом списке страны не включают те, в ВВС которых на вооружении стоял Chengdu J-7/F-7 (МиГ-21 китайского производства).
- Алжир — ВВС Алжира получили 40 МиГ-21Ф-13 начиная с 1965 года[35] 20 были переданы Египту в 1967 году для участия в Шестидневной войне.[36] Из них шесть приземлились на авиабазе, только что захваченной израильтянами во время войны — один пилот уничтожил свой самолёт, остальные пять были захвачены, а четыре из них были отправлены в США для оценки ВВС США.[35] В конце 1960-х было поставлено и несколько МиГ-21ФЛ[36]. Сообщается, что также было поставлено шесть МиГ-21Р[35]. Также было получено 52 МиГ-21МФ и несколько МиГ-21УМ.[36] В 1975 г. было заказано 47 МиГ-21бис. Наконец, в 1978 г. был размещен заказ на 40 МиГ-21[36]. Некоторые МиГ-21 были проданы Украиной в составе сделки на 36 МиГ-29С; Аналогичная сделка могла быть заключена с Беларусью, которая поставила Алжиру ещё 36 самолётов МиГ-29С. Последние МиГ-21 были выведены из эксплуатации к 2003 году.
- Азербайджан — ВВС Азербайджана получили около 12 из Украины. Сообщается, что пять из них базировались в Кюрдамире и были списаны после покупки МиГ-29[37]
- Афганистан — ВВС Афганистана. ВВС Демократической Республики Афганистан получили в 1973 г. 40 МиГ-21Ф-13 (изд. 74), а с 1979 г. — 70 МиГ-21МФ (изд. 96Ф), 50 МиГ-21бис (изд. 75А и 75Б) и 6 МиГ. −21УМ (изд. 69А). Небольшое количество самолётов, оставленных советскими ВВС после их вывода, было передано ВВС Афганистана, в том числе МиГ-21ПФС (изд. 94А) и МиГ-21ПФМ (изд. 94А). После свержения коммунистического правительства армии некоторых полевых командиров использовали МиГ-21. ВВС Исламского Эмирата Афганистан были созданы талибами и, как известно, эксплуатировали как минимум один МиГ-21ПФМ, 8 МиГ-21МФ, 5 МиГ-21бис, один МиГ-21У (изд. 66-400) и три МиГ-21УМ. Все они сейчас выведены из эксплуатации (заброшены и/или уничтожены).[35]
- Баасистская Сирия — 20 Су-22М3/Су-22М4, по состоянию на 2023 год[38] — 50 МиГ-21МФ/бис и 9 МиГ-21У, по состоянию на 2023 год[39].
- Бангладеш — В начале 1973 года ВВС Бангладеш получили 12 МиГ-21МФ и 2 МиГ-21УМ. Последние МиГ-21УМ были выведены из боевого состава в 1994 года и переданы в военный музей.[40][41]
- Болгария — 10 МиГ-21бис и 2 МиГ-21УМ, по состоянию на 2011 год[42]. Начиная с сентября 1963 года, 19-й истребительный авиаполк получил 12 МиГ-21Ф-13, впоследствии часть этих самолётов была переделана в разведывательный вариант МиГ-21Ф-13Р[43] и передана 26-му разведывательному авиаполку. Выведены из эксплуатации в 1988 году. В январе 1965 года вторая эскадрилья 18-го авиаполка получила 12 МиГ-21ПФ, как и в случае с Ф-13, часть этих самолётов была переделана в разведывательный вариант МиГ-21ПФР[44] и передана 26-му разведывательному авиаполку. Сняты с вооружения в 1991 году. Кроме МиГ-21ПФ, в 1965 году ВВС Болгарии получили 12 МиГ-21ПФМ. В 1977—1978 годах за ними последовало ещё 36 подержанных советских МиГ-21ПФМ и два таких истребителя в 1984 году. Все МиГ-21ПФМ стояли на вооружении 15-го авиаполка до 1992 года. В 1962 году, 26-й рап получил шесть разведывательных МиГ-21Р. В 1969—1970 году, в 19-й иап поступило 15 МиГ-21М, закончили службу эти самолёты в 1990 году в 21-м иап. В 1974—1975 году в Болгария получила двадцать МиГ-21МФ, часть из которых впоследствии была переделана в разведывательный вариант МиГ-21МФР[43] и передана 26-му разведывательному авиаполку. Данные самолёты были сняты с вооружения в 2000 году. С 1983 по 1990 год ВВС Болгарии получили 72 МиГ-21бис. Половина из них была в варианте САУ (30 новых, 6 подержанных), эти истребители получил 19-й авиаполк, а вторая половина с системой «Лазурь». Кроме боевых МиГ-21, ВВС Болгарии получили 39 спарок в вариантах МиГ-21У (1 в 1966 году), МиГ-21УС (5 в 1969—1970 годах) и МиГ-21УМ (27 новых в 1974—1980 годах и 6 подержанных советских в 1990 году). Последние учебные МиГ-21 были сняты с вооружения в 2000 году, а до этого, в 1994 году, десять МиГ-21УМ были проданы Индии. 18 декабря эксплуатация МиГ-21 в Болгарии прекращена[45][46].
- Буркина-Фасо — В 1984 году из СССР было поставлено 8 МиГ-21бис и 2 МиГ-21УМ Истребители дислоцировались на авиабазе в Уагадугу. Последний исправный самолёт был выведен из эксплуатации в 2000 году[40][47].
- Венгрия — в начале 1960-х годов СССР поставил Венгрии 48 истребителей МиГ-21Ф-13. В 1964 году на вооружение поступили первые из 24 перехватчиков МиГ-21ПФ, в 1971 — первые из 48 МиГ-21МФ. В 1975—1979 годах венгры получили 62 истребителя МиГ-21бис. Кроме боевых самолётов, ВВС Венгрии получили спарки — 16 МиГ-21У и 24 МиГ-21УМ. В 1978 году МиГ-21Ф-13 были сняты с вооружения, в 1990—2000 годах за ними последовали и остальные модификации МиГ-21. Дольше всех прослужили варианты МиГ-21бис/УМ[48].
- Вьетнам — 25 МиГ-21бис, 8 МиГ-21УМ, по состоянию на 2016 год[49]. В 2023 году не стоит на вооружении[50].
- Гвинея — 2 МиГ-21бис и 1 МиГ-21УМ на хранении (небоеспособны), по состоянию на 2023 год[51].
- Гвинея-Бисау — 6 МиГ-21МФ и 1 МиГ-21УМ были доставлены из советских излишков в конце 1980-х годов. Все вышли из строя.[35]
- ГДР — В мае 1962 года свои первые МиГ-21Ф-13 получил авиаполк JG-8 в Нойхарденберге, вслед за ним этими истребителями были вооружены JG-9 в Пенемюнде и JG-3 в Найсе-Мальксеталье, всего 75 истребителей. В 1978—1985 годах МиГ-21Ф-13 был снят с вооружения. В марте 1964 года в авиаполк JG-8 поступили первые МиГ-21ПФ. Всего было получено 53 истребителя этой модели, прослуживших до 1986—1988 годов. С апреля 1965 года, до июля 1967 года было поставлено 45 учебно-тренировочных МиГ-21, распределённых между авиаполками, вооружёнными МиГ-21 и учебным соединением FAG-15. В июне 1968 года начались поставки МиГ-21ПФМ, их было получено 134 экземпляра. В декабре 1968 — августе 1970 года число спарок пополнилось семнадцатью МиГ-21УС. Одновременно с ними, в июле 1969 — декабре 1970 годов ВВС ГДР получили 87 МиГ-21М. Двенадцать МиГ-21М из состава JG-8 было передано сирийским ВВС в 1973 году. С июня 1971 года по март 1978 года было поставлено 37 учебно-тренировочных МиГ-21УМ. В апреле 1972 года в авиаполк JG-3 поступили первые 14 МиГ-21МФ, за которыми последовало ещё 48 истребителей этого типа. Последним вариантом, поступившим в ГДР, стал МиГ-21бис. С октября 1975 по май 1978 года из СССР поступило 46 истребителей этого типа. Всего ВВС ГДР получило 456 МиГ-21, из которых к моменту объединения Германии на вооружении оставалась 251 машина[52].
- Демократическая Республика Конго — в 1997 году у Сербии было приобретено четыре МиГ-21ПФМ[47][53].
- Египет — около 50 МиГ-21/У, по состоянию на 2016 год[49]. По состоянию на 2023 год на вооружении не стоит[54]
- Замбия — 8 МиГ-21МФ и 2 Миг-21У, по состоянию на 2016 год[55]. По состоянию на 2023 год на вооружении не стоит[56]
- Индонезия — 20 МиГ-21Ф-13 и 2 МиГ-21У были получены в 1962 г. и использовались при подготовке операции «Трикора» в 1962 г. в Западной Новой Гвинее (ныне Папуа и Папуа-Барат). Эксплуатация самолётов была в значительной степени остановлены в 1969 году из-за ухудшения двусторонних отношений с Советским Союзом и эмбарго на запасные части. Самолёты сняты с эксплуатации в 1970 году. По крайней мере МиГ-21Ф-13 и один Миг-21У были переданы в США для испытаний.[35]
- Ирак — получил свои первые 16 МиГ-21Ф-13 в 1962 г. один из них — знаменитый самолёт «007», который дезертировал в Израиль и впоследствии был передан США. Контракт на 19 дополнительных самолётов был подписан в 1965 г. Начиная с конца 1966 г. было поставлено ещё 22 МиГ-21Ф-13 и 23 МиГ-21ФЛ. Первые восемь МиГ-21ПФМ были поставлены в 1967 г., а в 1969 и 1970 гг. последовали новые самолёты этой модификации[57]. В 1969 г. было заказано не менее 98 МиГ-21М/МФ и 12 МиГ-21УМ. Из-за высокого международного спроса на этот тип поставки МиГ-21М/МФ продолжались до 1974—1975 гг. В 1976 г. поставлено четыре разведчика МиГ-21Р. В 1978 году в рамках крупнейшей в истории иракско-советской сделки по поставкам оружия было заказано 54 МиГ-21бис. Они были доставлены в период с конца 1979 г. по август 1980 г.[58]. Всего с 1983 г. поставлен 61 МиГ-21бис (изделие 75А); некоторые из них были обнаружены в 1990 году в Дрездене, Германия, (прибыли для капитального ремонта), а четыре других — в Батайнице, Югославия. ВВС Восточной Германии (а впоследствии и Люфтваффе) планировали продать излишки учебно-тренировочных самолётов Ираку, но это не удалось после иракского вторжения в Кувейт. В период с 1968 по 1985 год было поставлено не менее 10 МиГ-21У, 8 МиГ-21УС и 11 МиГ-21УМ. 35 МиГ-21 улетели в Иран во время «Бури в пустыне» в 1991 году. Из тех, что остались в Ираке, ни один не работает, и большинство из них, вероятно, уничтожено или списано.[35]
- Йемен — ВВС Йемена унаследовали МиГ-21 от ВВС Северного и Южного Йемена после гражданской войны 1994 года. 24 МиГ-21бис и 4 МиГ-21УМ позже прошли капитальный ремонт в Одессе; однако Йемен не заплатил за восемь из них, и они так и не были возвращены.[59]
  -  Йеменская Арабская Республика
  -  Южный Йемен
- Камбоджа — 4 МиГ-21 последних модификаций, по состоянию на 2011 год[60]. По состоянию на 2023 год на вооружении не стоит[61]
- КНР — МиГ-21Ф-13 в виде лицензионной копии Chengdu J-7 производился с 1966 по 2008 год и долгое время составлял основу ВВС КНР. Экспортная версия самолёта имела обозначение F-7 и широко поставлялись по всему миру. Всего было произведено более 2 400 Chengdu J-7/F-7[3].
- Лаос — в 1975 г. было поставлено 13 МиГ-21ПФМ и 2 МиГ-21У, а в 1985 г. — 10 МиГ-21МФ; ни один из них сейчас не годен к полетам. Есть сообщения о доставке 20 МиГ-21бис в 1983 году, хотя сейчас нет никакой информации о них, что, вероятно, означает, что они также списаны. Также была доставлена вторая партия учебно-тренировочных самолётов, вероятно, МиГ-21УМ.[35]

- Мадагаскар — 9 МиГ-21, по состоянию на 2001 год[62]. После обретения независимости в 1975 году на Мадагаскар начала поступать помощь из СССР и других стран коммунистического лагеря. В 1978 году из КНДР поступило 8 МиГ-21ФЛ и два МиГ-21У, затем ещё три или четыре истребителя МиГ-21бис из СССР. В 1996 году ВВС Мадагаскара получили небольшую партию истребителей МиГ-21МФ/УМ из России, эти самолёты использовались недолго и в конце 1990-х были оставлены на хранении на аэродроме Ивато[63][64][65].
- Мали — 1 Миг-21МФ и 1 Миг-21УМ, вероятно небоеспособных, по состоянию на 2016 год[66][67]. В 1986 году из СССР поступило 12 МиГ-21МФ и МиГ-21УМ. В 2005 году ещё три МиГ-21МФ были приобретены в Чехии. Самолёты базировались в Бамако[63][64][68][69]. По состоянию на 2023 год на вооружении не стоит[70][70]
- Монголия — 10 Миг-21, по состоянию на 2011 год[71]. В 1977—1984 гг. получено 44 самолёта. Сообщается, что 8-12 МиГ-21ПФМ и 2 учебно-тренировочных МиГ-21УМ были бережно отправлены на хранение на авиабазу Налайх из-за отсутствия средств и нехватки запчастей, хотя до сих пор не поступало сообщений об их расконсервации.[35]
- Нигерия — в 1975 году ВВС Нигерии получили из СССР 25 МиГ-21МФ и 6 МиГ-21УМ. В начале 90-х полёты истребителей были прекращены из-за отсутствия материально-технической помощи, которую осуществлял Советский Союз[64][72].
- Польша — первые МиГ-21Ф-13 Польские ВВС получили в 1961 году. Всего к 1963 году было приобретено 25 истребителей, прослуживших до 1973 года. За ними последовали МиГ-21 в следующих модификациях, в 1964—1965 годах МиГ-21ПФ (84 истребителя, сняты с вооружения в 1989 году), в 1965—1966 — учебно-тренировочные МиГ-21У (11 самолётов, сняты с вооружения в 1990 году), в 1966—1968 — МиГ-21ПФМ (132 истребителя, сняты с вооружения в 1989 году), в 1968—1972 — разведывательные МиГ-21Р (36 самолётов, сняты с вооружения в 1997 году), в 1969—1970 — учебно-тренировочные МиГ-21УС (12 самолётов, сняты с вооружения в 2003) и МиГ-21М (36 истребителей, сняты с вооружения в 2002 году), в 1971—1981 — МиГ-21УМ (54 самолёта, сняты с вооружения в 2003 году), в 1972—1975 — МиГ-21МФ (120 истребителей, сняты с вооружения в 2003 году), и с 1979 года в ВВС Польши начали поступать МиГ-21бис (72 истребителя, сняты с вооружения в 1999 году). В общей сложности Польша получила 582 МиГ-21 в шести боевых модификациях, трёх учебно тренировочных и одной разведывательной, которые стояли на вооружении 40 лет[73].
- Республика Конго — в 1986 году в СССР приобретено 14 МиГ-21бис и 2 МиГ-21УМ. К 1997 году в строю осталось 5 истребителей и одна спарка. Сняты с вооружения[47][74][75].
- Румыния — 10 МиГ-21 Lancer A, 6 МиГ-21 Lancer B и 20 МиГ-21 Lancer C, по состоянию на 2016 год[76][77]. Были модернизированы в начале 2000-х годов. Работы по модернизации самолётов проводили румынская компания Aerostar и израильская Elbit Systems. Планировалось заменить в 2023—2024 годах на модернизированные F-16. На 2022 год было 28 МиГ-21. Выведены из эксплуатации в мае 2023 года[78].
- Сербия — 20 МиГ-21бис Fishbed L&N и 6 МиГ-21УМ, по состоянию на 2016 год[79][80]. После распада Югославии большая часть её ВВС отошла Сербии, в их числе большое число МиГ-21Р, МиГ-21М, МиГ-21МФ, МиГ-21бис и МиГ-21УМ. На 2014 год в полётопригодном состоянии поддерживался 1 самолёт[81]. 25 сентября 2020 года потерян последний Миг-21 ВВС и ПВО Сербии[82][83].
- Сомали — получили 33 истребителя МиГ-21МФ и 3 учебно-тренировочных МиГ-21УС, начиная с 1974 г. Многие из них были уничтожены или повреждены и впоследствии покинуты во время Огаденской войны и последующих гражданских войн. После окончания войны в Огадене ВВС Сомали имели девять все ещё действующих МиГ-21.[84] Однако после 1981 г. полеты не проводились. В настоящее время в аэропорту Могадишо все ещё можно увидеть восемь остовов МиГ-21.[37]
- СССР — МиГ-21 последних производственных серий, оставшиеся в новообразовавашихся республиках после распада СССР, были сняты с вооружения в начале 1990-х годов.
  -  Кыргызстан — 21 МиГ-21, по состоянию на 2010 год[85]. Немалое количество МиГ-21бис и МиГ-21УМ находится на хранении под Бишкеком. ВВС Кыргызстана не заинтересованы в их эксплуатации и выставили их на продажу.[35]
- Танзания — В 1974 г. из СССР было поставлено 14 МиГ-21МФ и 2 МиГ-21УМ. В 1978—1979 годах они принимали участие в войне против Уганды. Один захваченный угандийский МиГ-21МФ был принят на вооружение ВВС Танзании ближе к концу войны.[37]
- Уганда — 3 МиГ-21бис и 1 Миг-21УМ на хранении, по состоянию на 2023 год[86].
- Финляндия — ВВС Финляндии всего получили 54 МиГ-21. 26 МиГ-21бис поставлено в 1977—1998 г., 22 МиГ-21Ф-13 поставлено в 1963—1986 г., 2 МиГ-21УМ поставлено в 1974—1998 г., 2 МиГ-21УС поставлено в 1981—1997 г., 2 МиГ-21УТИ поставлено в 1965—1997 г.. Шесть МиГ-21бис были переоборудованы в разведывательные МиГ-21МГБТ.[87] Все самолёты эксплуатировались HävLLv 3. Финляндия была первой страной, не входящей в Варшавский договор, купившей МиГ-21 после того, как отказалась от МиГ-19. Советский Союз предложил совершенно новый Ф-13, и обучение финских пилотов пилотами советских ВВС началось, но прекратилось после начала Карибского кризиса, когда Советский Союз привел своих пилотов в боевую готовность, и Финские ВВС решили, что обучение может продолжаться в Финляндии без советских инструкторов. В 2000 году последние МиГ-21 были сняты с вооружения.
- Хорватия — 4 МиГ-21бисD и 4 МиГ-21УМ-D по состоянию на 2024 год[88], в этом же году сняты с вооружения[89]. Первый МиГ-21 ВВС Хорватии был угнан лётчиком ВВС Югославии: 4 февраля 1992 года капитан Данила Борович дезертировал и перелетел из Бихача в Пулу на своём МиГ-21бис. Ещё два МиГ-21бис были угнаны лётчиками-хорватами 15 мая 1992 года. После заключения перемирия хорваты приобрели в Германии примерно два десятка МиГ-21бис и четыре МиГ-21УМ. В 2003—2004 годах восемь МиГ-21бис и четыре МиГ-21УМ были модернизированы в Румынии, после этого истребители получили обозначения МиГ-21бисD и МиГ-21УМD (D — Doradien, доработанный), соответственно[90]. В 2013 году украинская госкомпания «Укрспецэкспорт» победила в тендере на модернизацию 7 хорватских МиГ-21 и поставку ещё 5 модернизированных МиГ-21 из наличия ГП «Одессавиаремсервис»[91]. Сумма сделки оценивается в $13,7 млн.
- Чехословакия — производился по лицензии фирмой Aero Vodochody, построено 194 самолёта. Все самолёты перешли в Чехии и Словакии после развала Чехословакии. Первой эксплуатировавшейся версией был Авиа С-106 местного производства (= МиГ-21Ф-13); Было построено 194 самолёта, некоторые из них были переоборудованы в стандарт МиГ-21ФР. 40 МиГ-21ПФ были поставлены с 1964 г., списаны к 1990 г. МиГ-21ПФМ, в том числе 9 самолётов способных нести с ядерные боеголовки, были поставлены в период с 1966 по 1969 г.; все были списаны к 1991 году. 25 МиГ-21Р были поставлены в период с 1969 по 1972 год, списаны с 1992 по 1994 год. Было поставлено 24 МиГ-21М, которые позже были модернизированы до стандарта МиГ-21МА. поставлено 102 самолёта МиГ-21МФ. Было получено 11 МиГ-21У, затем 13 МиГ-21УС и 32 МиГ-21УМ.[35]
  -  Словакия — Словакия получила 106 МиГ-21(фактически С-106 чехословацкой постройки): 21 МиГ-21Ф-13 , 3 МиГ-21ПФ, 11 МиГ-21ПФМ, 8 МиГ-21Р, 13 МиГ-21МА, 36 МиГ-21МФ, 3 МиГ-21У, 2 МиГ-21УС и 11 МиГ-21УМ. Последние несколько МиГ-21МФ и УМ, оставшиеся в эксплуатации, были списаны 1 января 2003 года.[35]
  -  Чехия — 10 МиГ-21МФ были модернизированы до стандарта МиГ-21МФН с авионикой НАТО; они были списаны в 2005 году и заменены на Saab JAS 39 Gripen.[35]
- Эфиопия — 15 МиГ-21МФ/УМ, вероятно небоеспособных, по состоянию на 2016 год[92]. К 2023 году не состоял на вооружении[93].
- Югославия — 25 декабря 1962 года ВВС Югославии начали получать МиГ-21, первым вариантом, поступившим в Югославию, стал МиГ-21Ф-13 (югославское обозначение L-12). Было поставлено 45 истребителей, последние самолёты этой модификации были сняты с вооружения в 1980 году. В дальнейшем ВВС получили 9 МиГ-21У (NL-12), начало поставок в 1965 году, 36 МиГ-21ПФМ (L-13) в 1968 году, 9 МиГ-21УС (NL-14) в 1969 году, 12 МиГ-21Р (L-14I) и 25 МиГ-21М (L-15) в 1970 году, а также 6 МиГ-21МФ в 1975 году. В 1977 году начали поступать МиГ-21бис и МиГ-21УМ, ВВС Югославии получили 100 истребителей и 35 учебно-тренировочных самолётов соответственно. После распада Югославии все МиГ-21, за исключением нескольких угнанных, отошли Сербии[94][95].

## Боевое применение

### Восточная Европа
Первый раз МиГ-21 уничтожили пилотируемый летательный аппарат в августе 1962 года.
- 18 августа 1962 года реактивный истребитель Sea Hawk F.101 (б/н RB+364, с/н 6708) 2-й эскадрильи авиакрыла MFG.1 Бундесмарине поднялся с авианосца USS Saratoga ВМС США. В ходе полёта самолёт нарушил воздушное пространство ГДР в районе восточногерманского города Эйзенах. На высоте 11 км и скорости 850 км/ч, он был перехвачен советским истребителем МиГ-21, в ходе воздушного боя «Си Хок» был поражён огнём «МиГа». Западногерманский пилот капитэнлёйтнант Кнут Энтон Винклер на подбитом самолёте попытался сесть на территории ФРГ в Бремене, однако повреждённое огнём шасси не смогло выпуститься, Винклер пролетел ещё несколько километров и сел на брюхо в поле возле города Альхорн. Компания Focke-Wulf, обслуживающая самолёт, приняла решение о неремонтопригодности и списании истребителя[96][97][98].
- 12 апреля 1974 года пара МиГ-21 ВВС ГДР, патрулирующая Балтийское море нарушила границу Швеции. На перехват нарушителей были подняты два истребителя «Дракен». Шведские самолёты попытались принудить к посадке «МиГи», однако те оторвались от преследователей и вернулись на свою территорию[99].
- В 1960—1970-х годах чехословацкие разведчики МиГ-21Р постоянно нарушали границу ФРГ. Разведчики пересекали границу на большой высоте, ставя пассивные помехи из диполей, которыми были начинены специальные снаряды бортовых пушек НР-30. Сама съёмка велась на малой высоте при скорости 900 км/ч. Потерь в ходе этих полётов не было[99].
- В сентябре 1965 года пара венгерских МиГ-21Ф-13 (пилоты ст. л-т Йожеф Алкер и м-р Имре Зелен) принудила к посадке австрийский легкомоторный самолёт, нарушивший воздушное пространство[99].
- В июне 1966 года пара МиГ-21ПФ 18-го иап ВВС Болгарии (пилоты к-н Дончев и м-р Гюрджийски) вылетела на перехват неизвестной цели, нарушившей воздушное пространство. «МиГ» Дончева, пытаясь замедлиться до скорости нарушителя, попал в штопор и разбился, пилот погиб. Второму пилоту удалось перехватить цель, однако ей оказался советский транспортный самолёт, у которого сломалась аппаратура госопознавания[99]. Таким необычным образом произошла единственная потеря самолёта МиГ-21 в «боевых условиях» в Восточной Европе в те годы.
- 13 февраля 1967 года советский истребитель МиГ-21ПФМ, пилотируемый Фёдором Зиновьевым, при перелёте из СССР в ГДР потерял ориентировку и выполнил заход в воздушное пространство Западного Берлина. Выполнив посадку в аэропорту Тегель, лётчик увидел силуэты самолётов стран НАТО и понял, что находится на территории Западного Берлина. Пожарные и другие машины попытались перегородить взлётную полосу, но лётчик выполнил взлёт с рулёжной полосы и вернулся на свой аэродром. После посадки на своём аэродроме командир дивизии сказал лётчику: «Что сел в Тегеле — дурак, а что удрал — молодец», — и распорядился не наказывать лётчика[100].
- 19 апреля 1970 года легкомоторный самолёт Cessna-170B (р/н D-EFYT, ФРГ) из за ошибки лётчика Хельмута Сименса на большой высоте нарушил воздушное пространство ГДР. Поднятая на перехват пара истребителей МиГ-21 принудила его к посадке на территорию ГДР[101].
- Советский пилот Степаненко на истребителе МиГ-21 принудил к посадке несколько самолётов нарушителей воздушного пространства ГДР.
- 2 апреля 1984 года чехословацким МиГ-21 был предположительно сбит угнанный легкомоторный самолёт (по другим данным, в перехвате участвовал L-29)[99].
- В декабре 1989 года румынские «МиГи» применялись в ходе военного переворота в Румынии. МиГ-21МФ сбили четыре вертолёта IAR-330 и IAR-316 местной службы безопасности «Секуритате», которые пытались вести огонь по восставшим[99]. В частности, вечером 24 декабря истребитель МиГ-21МФ 86-го иап ВВС Румынии поднялся с авиабазы Фетести и в районе Констанцы сбил вертолёт IAR-330 Puma (б/н 89), экипаж и четыре находившихся на борту сотрудника СБ во главе с подполковником С. Эфтими погибли[102].

### Куба
В 1962 году во время Карибского кризиса для защиты воздушного пространства Кубы в Санта-Клару был переброшен 32-й гиап в составе 40 новых МиГ-21Ф-13. К концу сентября авиаполк стал полностью боеготовым и приступил к патрулированию. С американскими самолётами у советских «МиГов» была только одна встреча, 4 ноября одиночный МиГ-21 перехватил пару F-104C, однако «Старфайтеры» от боя уклонились и покинули воздушное пространство Кубы. В начале 1963 года на МиГ-21 стали обучать кубинских лётчиков. 12 апреля 1963 кубинский пилот впервые совершил самостоятельный полёт на МиГ-21. Когда личный состав 32-го полка покидал Кубу все МиГ-21 были оставлены кубинцам.
В ходе защиты воздушных границ Кубы, кубинские МиГ-21 сбили несколько легкомоторных самолётов нарушителей и многих заставили приземлиться. Также «МиГи» стали постоянными участниками «рыболовных войн», обеспечивая защиту кубинского рыболовства.
18 февраля 1970 года в ответ на захват Багамами 14 кубинских рыбаков звено кубинских МиГ-21 пролетело над столицей этого государства Нассау, выйдя над городом на сверхзвук. Лишь после этого рыбаки были освобождены.
10 июня 1978 легкомоторный самолёт Beechcraft 65 Queen Air (б/н N51035, лётная школа «Tursair», США) при полёте из Колумбии в Майами нарушил воздушное пространство Кубы. Кубинскими истребителями МиГ-21 был перехвачен, во время перехвата с самолёта были сброшены неизвестные предметы, после чего он последовал приказам патрульных истребителей и сел на аэродром в Камагуэй. Экипаж, включающий пилота Ланса Фифе и двух пассажиров, был задержан по подозрению в контрабанде наркотиков.
28 февраля 1980 года частный самолёт Beechcraft Baron (пилот Роберт Беннет и напарник) вторгся в воздушное пространство Кубы. Кубинскими истребителями МиГ-21 нарушитель был перехвачен и принуждён к посадке на аэродром в Камагуэй.
10 мая 1980 года, чуть более через месяц после создания сил багамской береговой охраны, багамский патрульный катер HMBS Flamingo класса Vosper 103 (водоизмещение 100 тонн, вооружение одно 20-мм орудие) был отправлен для захвата двух кубинских кораблей Ferrocem 165 и Ferrocem 54 в районе Раггед-Айленд. Кубинские моряки успели сообщить об обстреле своим властям, указав, что их атакует неизвестный корабль. На помощь вылетела пара кубинских МиГ-21, которые совершили несколько проходов над ним и выполнили предупредительную стрельбу. Оба истребителя вернулись на аэродром и подготовились к повторному вылету, снарядив блоки НУРС. Без лишних слов «МиГи» пошли в атаку и потопили патрульный катер, убив четырёх и ранив ещё четырёх членов экипажа, остальные перебежали на арестованные суда. Учитывая то, что «Фламинго» был потоплен в багамских территориальных водах, Кубе пришлось выплатить компенсацию.
23 декабря 1985 года пара МиГ-21бис вылетела на перехват самолёта береговой охраны США HU-25A Guardian, вторгнувшегося в 12-мильную морскую зону Кубы. Самолёт начал выполнять команды и ушёл из кубинского воздушного пространства лишь после того как по нему открыли огонь из пушки.
В 1990 году пара МиГ-21бис принудила к посадке в Гаване легкомоторный самолёт Cessna 310T (зарегистрированный в США), нарушивший воздушное пространство Кубы.
18 сентября 1993 года взлетевший с аэродрома в Гаване кубинский МиГ-21бис (б/н 672, пилот капитан Еньо Равело Родригез) совершил посадку на военном аэродроме в Ки-Уэст, США. Радар только лишь на незначительный промежуток времени засёк самолёт, но никаких попыток перехвата нарушителя не осуществилось. Пилот остался в США, а самолёт был возвращён Кубе. Правительство Флориды начало проверку по поводу бездействия системы ПВО и заставило проверять бдительность радара с помощью автоматических дрейфующих аэростатов.
Участие кубинских МиГ-21 в ангольской войне см. в разделе Война в Анголе

### Война во Вьетнаме
В составе ВВС ДРВ против американской авиации
За время войны СССР поставил Северному Вьетнаму чуть более 150 МиГ-21 (Ф-13/ПФ/ПФМ/МФ/УМ/УС).
Боевая деятельность северовьетнамских МиГ-21 во Вьетнаме началась в апреле 1966 года, когда он пришёл на помощь воевавшему в тяжёлых условиях МиГ-17. Маленький, быстрый и достаточно манёвренный, МиГ-21 стал серьёзным противником для McDonnell Douglas F-4 Phantom II. США были вынуждены даже начать программу по отработке тактики воздушного боя с МиГ-21. Роль МиГ-21 при отработке играл Northrop F-5.
Во Вьетнаме пилоты МиГ-21 придерживались советской доктрины воздушного боя, используя наведение со станции наземного контроля. Излюбленной тактикой стало следование за американским боевым звеном снизу и сзади. Набрав скорость, «МиГи» выпускали ракеты К-13 и уходили на базу. Такая тактика принуждала также преждевременно сбрасывать бомбы. Главным преимуществом МиГ-21 является очень высокая манёвренность на виражах. Главным недостатком было отсутствие встроенной пушки на первых модификациях. Именно Вьетнамская война показала ошибочность мнения, что ракеты могут полностью заменить пушки (жертвой этого заблуждения был и основной противник «МиГа» — американский «Фантом»).
За всю войну на МиГ-21 было совершено около 1300 боевых вылетов. По российским данным, основанным на официальных источниках МО Вьетнама, потери составили около 70 самолётов, по данным западного источника ACIG в воздушных боях потеряно не менее 96 МиГ-21 (полной информации о пилотах/номерах не предоставляется). По российским данным, в воздушных боях северовьетнамские «двадцатьпервые» одержали 165 воздушных побед, при потере 65 самолётов (информации о пилотах/номерах не предоставляется) и 16 лётчиков (имена не предоставляются). Потери пилотов МиГ-21 были наименьшими по сравнению с МиГ-17 и большими, чем у МиГ-19. При этом американцы обладали многократным численным преимуществом, северовьетнамцы же даже в лучшие годы не располагали более чем 200 истребителями всех типов, непосредственно максимальное количество боеготовых МиГ-21 ДРВ в ходе войны имела 77 единиц. Своеобразным рекордсменом явился лётчик МиГ-21 Ха Ван Тьюк, в одиночку вступивший в бой с 36 американскими самолётами и сбивший самолёт командира американского истребительного авиакрыла полковника Д. Фолина. 2 января 1967 американской авиацией сбиты 5-7 МиГ-21. Вьетнамские истребители несли потери и от «дружественного огня»: только за период 1966—1968 годов вьетнамской системой ПВО было сбито шесть МиГ-21. Корабли ВМС США сбивали МиГи ракетами «Талос».
Последние воздушные победы и последние потери северовьетнамских МиГ-21 произошли 28 декабря, один МиГ-21ПФМ (б/н 5013) был сбит F-4, в свою очередь «МиГами» были сбиты один разведчик RA-5 Vigilante (б/н 156633) и один B-52D Stratofortress (б/н 56-0605), при этом при сбитии «Стратофортресса» из за детонации был потерян и сам «МиГ» (б/н 5124). По западным данным F-4D претендовали ещё на сбитый МиГ-21 7 января 1973, что не подтверждается вьетнамскими данными.
В составе ВВС ДРВ против авиации других стран
- Есть информация, что 4 сентября 1969 года RT-33A Shooting Star ВВС Таиланда (б/н 1140), выполнявший разведывательный полёт в рамках проекта «Field Goal», был перехвачен и сбит огнём из 23-мм пушки истребителя МиГ-21 ВВС ДРВ[121].
- 9 октября 1972 истребители МиГ-21 ВВС ДРВ успешно прикрыли налёт бомбардировщиков Ил-28 на базу королевских войск Лаоса и США Бум Лонг (Bouam Long Camp LS-32)[122]. После налёта к «Илам» стала приближаться пара истребителей F-5A ВВС Южного Вьетнама, после появления «МиГов» южновьетнамские «Фридом Файтеры» развернулись и вернулись на свою территорию[123].

В составе ВВС НОАК
Китай использовал МиГ-21 советского производства и собственного (J-7) для защиты воздушных границ, прежде всего на юге со Вьетнамом.
В ходе войны во Вьетнаме к успехам «двадцатьпервых» северовьетнамских лётчиков следует добавить летательные аппараты, сбитые истребителями МиГ-21 ВВС НОАК:
- 5 октября 1965 года, по китайским заявлениям, китайский МиГ-21 сбил американский разведчик RA-3B (по данным историка ВВС США Я. Стааверена, американская сторона опровергла потерю самолёта, а китайцы не продемонстрировали ни обломков, ни пилотов[124]);
- 3 января 1966 года истребителем МиГ-21Ф-13 9-го иап 3-й иад ВВС НОАК (пилот Хянхао Лу) огнём 57-мм НУРС С-5 был сбит БПЛА AQM-34 «Файрби» 350-й стратегической разведывательной эскадрильи ВВС США. Столь необычный выбор вооружения использовался в связи с отсутствием у Китая собственных управляемых ракет «воздух-воздух»[125];
- 7 февраля 1966 года истребителем МиГ-21 9-го иап 3-й иад ВВС НОАК (пилот Куан Минг Фенг) был сбит БПЛА AQM-34 «Файрби» 350-й срэ ВВС США;
- 12 июня 1967 года истребителем МиГ-21 9-го иап 3-й иад ВВС НОАК (пилот Гуангкай Лиу) был сбит БПЛА AQM-34 «Файрби» 350-й срэ ВВС США;
- 20 января 1968 года статосферный перехват БПЛА AQM-34 «Файрби» 350-й эскадрильи ВВС США двумя МиГ-21 (J-7) 9-го иап 3-й иад ВВС НОАК (пилоты Йонг Бин и Ченг Чоу). Летательный аппарат был сбит на высоте 20300 метров, что превышало практический потолок «МиГов», сделавших подскок[126] «МиГами» израсходовано 45 и 13 30-мм снарядов соответственно[126];
- 7 марта 1968 года парой истребителей МиГ-21 9-го иап 3-й иад ВВС НОАК (пилоты Хинь Янг и Яо Ванг) был сбит БПЛА AQM-34 «Файрби» 350-й срэ ВВС США;
- 15 марта 1968 года парой истребителей МиГ-21 9-го иап 3-й иад ВВС НОАК (пилоты З. Ванг и Е. Жанг) был сбит БПЛА AQM-34 «Файрби» 350-й срэ ВВС США;
- С 1969 года ВВС НОАК столкнулись с проблемой разведывательных и агитационных аэростатов, залетавших через южную границу. С 1969 по 1971 годы китайские истребители МиГ-21 сбили более 300 различных АДА[127].

### Арабо-израильские конфликты
Первой арабской страной, получившей истребители МиГ-21, стал Египет в 1962 году, в 1963 году их получил Ирак, в 1967 году Сирия.
Сразу после появления этих самолётов Израиль попытался разными способами заполучить их. В декабре 1962 года в Египте был арестован агент Моссада Джин Томас (Jean Thomas), за попытку подкупить египетского пилота угнать МиГ-21 в Израиль. Удача сопутствовала израильтянам 16 августа 1966 года, когда иракский лётчик Мунир Редфа угнал МиГ-21 (б/н 370) из Ирака в Израиль. К тому же, в 1966 году два иракских МиГ-21 были угнаны в Иорданию, пилоты получили политическое убежище, но Иордания вернула самолёты.
- 19 декабря 1964 года египетский истребитель МиГ-21Ф-13 над городом Александрия из пушки сбил американский частный самолёт C-82A Packet (б/н N128E, с/н 10164, экипаж Х. Вильямс и К. Групп погибли). Египет обвинил США в проведении разведки для Израиля[129].

В мае, начале июня 1967 года, в ответ на нарушение воздушного пространства над Синаем, египетские и сирийские МиГ-21 совершали полёты над территорией Израиля. В частности, египетские самолёты МиГ-21 совершили 7 разведывательных полётов на территорией противника, в одном из случаев египетский истребитель пролетел около 300 километров над Израилем. Все попытки израильских истребителей Mirage III «Шахак» перехватить их не увенчались успехом, сказывалась слабость «Миражей» на больших высотах.

#### Шестидневная война
Перед израильским нападением у Египта имелся 91 боевой истребитель МиГ-21, из них 16 неисправных. На МиГ-21 у Египта имелось 97 лётчиков. Сирия имела 32 МиГ-21, Ирак 75 МиГ-21 (в составе 9-й, 11-й, 14-й и 17-й эскадрилий) и ещё 12 самолётов отправил на помощь Египту Алжир.
Утром 5-го июня израильская авиация атаковала египетские аэродромы и уничтожила на земле большую часть египетских МиГ-21. Против МиГ-21, которым удалось взлететь, израильтянам пришлось труднее. Во время первого налёта на авиабазу Абу-Сувейр совершила взлёт пара МиГ-21ФЛ, которая атаковала четвёрку израильских истребителей Dassault Super Mystère (SMB.2) и сбила одного из них, победу одержал А. Хамди, израильский пилот Д. Манор катапультировался и взят в плен. Ещё один SMB.2 был сбит другой парой египетских МиГ-21ФЛ. Позже с Абу-Сувейра совершил взлёт МиГ-21Ф-13, пилотируемый А. Мусри. Ему удалось перехватить два израильских «Миража» и поразить оба ракетами (по египетским данным оба самолёта были сбиты, по израильским оба самолёта были повреждены и вернулись на аэродром), при посадке египетский «миг» влетел в воронку от бомб и разбился, пилот погиб. Во время налётов на авиабазу Инчас египтяне спрятали один МиГ-21ФЛ в фруктовом саду. После окончания налётов на нём совершил взлёт египетский пилот Н. Шаокри и сбил израильский истребитель Mirage IIICJ, пилот Я. Нейман погиб. С Инчаса совершили взлёт ещё два МиГ-21Ф-13, один из них пилотировал Х. Кусри. Над Синаем египетский пилот перехватил группу израильских «Миражей» и сбил одного из них, пилотируемого Б. Ромачем, но при возвращении у египетского самолёта кончилось горючее и он разбился, пилот погиб. Второй «МиГ», пилотируемый М. Фуадом, смог в воздушном бою поразить ракетой израильский самолёт (тот смог вернуться на аэродром), но сам по ошибке был сбит своим ЗРК С-75 и погиб. В этот день, влетев в воронки от бомб на аэродроме Хургада, разбились два египетских МиГ-21, пилоты спаслись. При налёте на Файид израильский «Мистэр» атаковал взлетающий египетский МиГ-21, египетский самолёт взорвался, но осколками был тяжело повреждён израильский самолёт, пилот катапультировался. 6 июня египтяне потеряли один МиГ-21. Самолёт, пилотируемый И. Тауфиком, совершил взлёт с авиабазы Абу-Сувейр и не вернулся с боевого задания, лётчик числится пропавшим без вести. Позже в этот день египетский МиГ-21ФЛ (пилот А. Наср) огнём 57-мм НУРС сбил израильский истребитель SMB.2.
Шесть алжирских МиГ-21, направлявшихся на помощь Египту, приземлились на аэродром города Эль-Ариш, не зная, что он уже захвачен противником, и тут же стали трофеями израильтян. После окончания войны два из них израильтянами были отправлены в США. 8 июня один из алжирских МиГ-21Ф-13, пилотируемый М. Абдул-Хамидом, совершил взлёт из Каир-Вест и над Кантарой вступил в воздушный бой с парой «Миражей», в ходе боя «МиГ» был сбит, но из за недостатка горючего в ходе боя разбился и один израильский «Мираж», пилот М. Пораз катапультировался.
В ходе войны египетские МиГ-21 совершили четыре разведывательных вылета над пустыней Негев, в том числе над Ядерным центром. К удивлению египтян, ПВО, защищающая Ядерный центр, даже не пыталась открыть огонь (причиной этому было то, что днём ранее ПВО сбила свой самолёт).
Израильтяне заявляли что их «Миражам» в ходе воздушных боёв был сбит 1 иракский МиГ-21. Иракцы эту потерю опровергли, указав что «МиГ» майора Сары после нескольких попаданий снарядов смог успешно вернуться на аэродром. Сами иракские МиГ-21 в боях выпустили шесть ракет Р-3С, побед не заявляли. Также израильтянами заявлялось что в боях против Сирии было сбито 7 сирийских МиГ-21. При этом в воздушных боях с сирийскими МиГ-21 по меньшей мере два израильских самолёта было потеряно, и ещё 1 повреждён.
Итоги применения
Количество полных потерь арабских МиГ-21, сбитых, разбившихся или уничтоженных на земле, в разных источниках называется разное.
Израильтяне утверждали, что в ходе войны всего арабская сторона потеряла 145 самолётов МиГ-21: Египет потерял 100, Сирия потеряла 32 и Ирак потерял 13. Не все эти потери были подтверждены.
По американским утверждениям общие потери арабских МиГ-21 в Шестидневной войне составили 136 самолётов.
После окончания войны со стороны СССР было озвучено заявление о помощи в восстановлении потерь Египта по соотношению 1 к 1. Так, в ходе поставок «для восполнения потерь» Египет получил 65 истребителей МиГ-21. Исследователи указывали, что число 65 является точным количеством египетских МиГ-21, потерянных в ходе войны.
Ирак подтвердил потерю 3 МиГ-21 в ходе войны.

#### Война на истощениеи межвоенный период
После окончания Шестидневной войны в противостоянии принимали довольно активное участие египетские и сирийские МиГ-21, небольшое участие приняли и советские самолёты МиГ-21.
Египетский фронт
- 3 марта 1969 года египетский МиГ-21ПФ (пилот Эль-Баки) был сбит израильским истребителем Mirage IIICJ.
- 14 апреля 1969 года израильские «Миражи» ракетами AIM-9D смогли поразить два египетских МиГ-21, однако те смогли вернуться на аэродром.
- 2 июля 1969 года израильские «Миражи» сбили пять египетских МиГ-21.
- После уничтожения израильской авиацией металлургического завода в Абу-Забале (февраль 1970, погибло около 70 рабочих[142]), построенного при участии советских специалистов, президент Египта Насер вынужден был обратиться к Москве с просьбой о создании «эффективного ракетного щита» против израильской авиации и посылке в Египет регулярных советских частей противовоздушной обороны и авиации. На военных аэродромах близ Каира, Александрии и Асуана разместились два полка советских истребителей МиГ-21. Советские войска составили главную силу в отражении ожесточённых израильских авианалётов на Египет, которые возобновились летом 1970 года.
- 2 марта 1970 года египетский МиГ-21 сбил израильский истребитель Mirage IIICJ, ещё один «Мираж» был сбит сирийским МиГ-21ФЛ.
- 13 апреля 1970 года в ходе воздушного боя над побережьем Красного моря советские МиГ-21МФ, по одним данным, сбили два израильских истребителя F-4 «Фантом», а по другим произошёл только перехват[143][144].
- В некоторых западных источниках утверждается, что 18 апреля 1970 года советский МиГ-21МФ ракетой повредил израильский разведчик RF-4E «Фантом»[145].
- 3 июня 1970 года три египетских МиГ-21 были сбиты израильскими истребителями «Мираж III».
- 30 июня 1970 года израильский Mirage IIICJ повредил египетский МиГ-21 (пилот Фаид).
- 22 июля 1970 года советский МиГ-21 ракетой повредил израильский штурмовик A-4 «Скайхок».
- 25 июля 1970 года советский МиГ-21 над Исмаилией ракетой уничтожил израильский штурмовик A-4 «Скайхок» (м-р Мор). Самолёт был списан после посадки на аэродроме Рефидим[146][147].
- В связи с понесёнными потерями израильское командование задумало «операцию возмездия». 30 июля 1970 года советские МиГ-21 были пойманы в ловушку, в воздушном бою было сбито четыре «МиГа» и повреждён один израильский «Мираж III»[146], заявлялось ещё о сбитии пятого «МиГа», который однако не получил повреждений и приземлился на запасном аэродроме[148].
- В некоторых западных источниках утверждается, что 7 августа 1970 года советский МиГ-21 ракетой повредил израильский истребитель «Мираж III»[145]. Этот бой явился может быть последним столкновением советских и израильских самолётов. В этот же день было заключено перемирие.
- 9 августа 1973 года израильский самолёт-разведчик RF-4E в ходе выполнения полёта над Сирией был подбит ракетой Р-3С, выпущенной египетским МиГ-21. Израильский пилот Элизер Пригат увёл повреждённый самолёт до аэродрома Офир и совершил вынужденную посадку[149].

Сирийский фронт
- 12 февраля 1969 года, в ходе воздушного боя над Голанскими высотами в районе Мадждаль-Шамса между парой «МиГов» и большой группой «Мираж-III», один сирийский МиГ-21ФЛ был сбит ракетой «воздух-воздух», пилот Радван Альвани катапультировался. Это была первая боевая потеря из всех самолётов ВВС Сирии после окончания Шестидневной войны[150].
- 8 июля 1969 года, в ходе воздушного боя в районе города Кунейтра между «МиГами» и «Миражами», были сбиты три сирийских МиГ-21, два пилота спаслись, третий, старший лейтенант Джирджис аль-Джарбанда, погиб. Также ракетой Р-3С был подбит один израильский Mirage III капитана Эйтана Бен-Элияху[150].
- 2 апреля 1970 года в районе Дамаска произошла первая результативная встреча сирийских «МиГов» и новых израильских истребителей F-4 «Фантом». В результате встречи ракетой Р-3С был сбит один F-4E, пилот майор Гидеон Маген и оператор лейтенант Пинчес Нахмани были взяты в плен, победу одержал сирийский пилот старший лейтенант Бассам Хамшу[150]. Пилоты «Фантомов» никаких заявок на победы не делали[151], однако «Миражам» удалось сбить два сирийских МиГ-21ПФ, пилоты которых майор Ахмад Муафак Кабаб и старший лейтенант Ахмед Марван Керкнанви погибли[150].
- 26 июня 1970 года в районе сирийской государственной границы произошёл небольшой воздушный бой звена сирийских МиГ-21 и нескольких израильских самолётов. Израильский Mirage III попытался прикрыть свой самолёт-разведчик от «МиГов», в результате чего сам был сбит, пилот лейтенант Боаз Эйтан катапультировался и был взят сирийцами в плен. Победу одержал сирийский пилот Вахаб аль-Абрус с помощью ракет Р-3С[150].
- С сентября 1972 по январь 1973 года произошло несколько крупных воздушных боёв сирийских МиГ-21 с израильскими самолётами. В ходе воздушных боёв было потеряно 12 МиГ-21. Сирийцы заявили, что сбили пять «Фантомов» и один «Мираж» (подтверждена потеря только одного «Миража», пилот Ран Мейр погиб)[152].
- 13 сентября 1973 года возле Тартуса произошёл массовый воздушный бой сирийских и израильских самолётов. В ходе боя сирийцы заявили о пяти сбитых самолётах (подтверждена потеря одного Mirage III, пилот Йосси Шимшони катапультировался, самолёт рухнул на сирийско-ливанской границе), израильтяне заявили о 13 сбитых самолётах (подтверждена потеря восьми МиГ-21, места крушения найдены четыре в море, одно в Сирии и три в Ливане)[149].

#### Война Судного дня
Для разведки целей перед войной арабы активно использовали МиГ-21Р.
В ходе Октябрьской войны 1973 года Египет имел 160 (по другим данным 328) истребителей МиГ-21 и Сирия 110 (по другим данным 180) МиГ-21. Алжир отправил на помощь Египту две эскадрильи истребителей МиГ-21ФЛ/ПФМ. Ирак отправил на помощь Сирии три эскадрильи МиГ-21ПФМ/МФ. Египетские МиГ-21 совершили более 6810 боевых вылетов, сирийские 4570, в том числе по морским целям.
ВВС Египта имели МиГ-21 на вооружении 102-й (25-я, 26-я и 27-я эскадрильи), 104-й (42-я, 44-я и 46-я эскадрильи), 111-й (45-я, 47-я и 49-я эскадрильи) и 203-й (56-я и 82-я эскадрильи) истребительных авиационных бригад. Также МиГ-21Р имелись на вооружении 123-го разведывательного авиакрыла.
Самые современные сирийские МиГ-21МФ находились на вооружении 30-й истребительной авиационной бригады (5-я и 8-я эскадрильи).
6 октября Египет нанёс массированный авиаудар 216-ю самолётами, в котором участвовало 62 МиГ-21. 56-я эскадрилья составом 16 МиГ-21МФ нанесла удар бетонобойными бомбами по взлётно-посадочной полосе аэродрома Бир-Темада. Сброс бомб выполнялся с малой высоты, при следовании вдоль ВПП. В результате удара аэродром был выведен из строя на четыре дня. 82-я эскадрилья нанесла удары по трём целям — восьмёрка МиГ-21МФ атаковала радиотехнический центр в Умм-Хушейб, одно звено осуществляло подавление ПВО в районе аэродрома Бир-Темада и ещё одно звено отбомбилось по позициям дальнобойной 175-мм артиллерии в Айн-Муса. 16 египетских МиГ-21МФ 42-й эскадрильи нанесли удар по израильской авиабазе Офира. В результате была выведена из строя взлётно-посадочная полоса, пушечным огнём тяжело повреждены несколько израильских самолётов на взлётной линии и разрушена антенна коммуникационного центра в Шарм эль-Мае. Потери египтян в ходе удара составили 2 МиГ-21МФ, пилоты Х. Осман и М. Нобхи погибли. На сирийском фронте МиГ-21 осуществляли прикрытие с воздуха, так, МиГ-21МФ, пилотируемый Бассамом Хамшу, сбил израильский штурмовик A-4E, один сирийский «МиГ» был сбит израильским «Миражом» (О. Марум).
7 октября два звена МиГ-21Ф-13 взлетели с аэродрома Джанаклис для отражения налёта израильских «Фантомов». В ходе воздушного боя «МиГ» Р. эль-Ираки сбил один F-4E, «Фантомы» сбили МиГ-21 М. Муниба, который катапультировался. Также в этом бою огнём дружественных зенитчиков был сбит «МиГ» А. Абдалла, Абдалла катапультировался. Благодаря действиям египетских истребителей аэродром сильно не пострадал и остался полётопригодным. Для сирийских лётчиков это был один из самых лучших дней, потеряв всего 1 МиГ-21, сбитый «Фантомом» (пилот З. Раз), сирийским пилотам удалось сбить не менее 6 израильских самолётов, два из которых было сбито Бассамом Хамшу и по одному сбили М. Бадави, Кокач, Саркис и Дибс.
8 октября звено МиГ-21МФ 46-й эскадрильи вылетело на перехват израильских истребителей в районе Порт-Саида. В результате воздушного боя были сбиты два МиГ-21 (пилот Салах погиб, Михаиль катапультировался) и один «Мираж» (пилот Е. Карми катапультировался). В ходе вылетов для поддержки египетского флота МиГ-21 вывел из строя израильский ракетный катер. На Голанских высотах в ходе отражения израильских авианалётов на аэродромы сирийские МиГ-21 сбили до 10 израильских «Фантомов» (известно что по одной победе одержали пилоты МиГ-21ФЛ аль-Хамиди, Асаф, Кахваджи и МиГ-21МФ Кокач). В этот же день на сирийском фронте был потерян иракский МиГ-21ПФМ 9-й эскадрильи, пилот Н. Алла погиб.
11 октября четвёрка египетских МиГ-21 нанесла удар по колонне израильской техники 217-й бригады, в результате было уничтожено несколько бронетранспортёров, грузовиков и топливозаправщик, 86 израильских солдат было убито и ранено. В этот день египетские МиГ-21МФ сбили два израильских F-4E и один Mirage IIICJ был сбит египетским МиГ-21ПФМ 45-й эскадрильи (пилот М. ель-Мальт). На Голанских высотах израильский вертолёт Bell-205 77, выполнявший поисково-спасательную операцию, совершил посадку и был расстрелян сирийским МиГ-21МФ (пилот Бассам Хамшу). Израильский пилот Г. Клейн погиб, А. Хаконех выжил. Немного позже Бассам Хамшу огнём пушки сбил израильский штурмовик A-4E. 2 сирийских МиГ-21 были сбиты в этот день израильским «Миражом» (пилот А. Рокач).
12 октября произошёл крупный бой между сирийскими МиГ-21ФЛ и израильскими MIrage IIICJ. Израильский пилот А. Рокач огнём 30-мм пушки сбил 2 сирийских «МиГа», при этом сам Рокач был сбит сирийским МиГ-21ФЛ (пилот Ф. Мансур). Кроме этого сирийские «МиГи» сбили один «Мираж» и подбили F-4E.
13 октября израильские «Фантомы» сбили 3 египетских МиГ-21, без потерь со своей стороны. На Голанских высотах израильскими «Миражами» были сбиты два МиГ-21МФ 11-й эскадрильи Ирака. Пилоты М. аль-Хафаджи и Н. аль-Зубаи погибли. Иракские МиГ-21ПФМ 9-й эскадрильи сбили до 4 израильских самолётов, при этом сирийскими зенитчиками по ошибке был сбит один иракский «МиГ», чехословацкий пилот Слуцкевич погиб. Сирийские МиГ-21ФЛ сбили один израильский Mirage IIICJ (пилот полковник Ави Ланир взят в плен), без потерь со своей стороны.
16-17 октября египетские МиГ-21 прикрывали Су-7, наносящие удары по израильской технике под «Китайской фермой». Египетские пилоты сбили не менее 3 «Миражей» и 1 «Фантом», при потере 4 самолётов (все сбиты «Миражами»).
20 октября пара египетских МиГ-21, взлетевших с авиабазы Абу Хаммад, «накрыла» большую колонну израильской техники по дороге на Исмаилию. Десятки израильских солдат было убито и ранено.
21 октября звено египетских МиГ-21МФ 82-й эскадрильи нанесло удар по израильским нефтяным объектам в Абу-Родейс. В ходе удара был потерян один МиГ, пилот Ф. Забат погиб. В этот день сирийский МиГ-21МФ (пилот аль-Хамиди) ракетой Р-3С сбил израильский F-4E (пилоты Е. Барне и А. Харан взяты в плен).
22 октября египетские МиГ-21Ф-13 25-й эскадрильи вылетели из Абу-Хаммад на сопровождение бомбардировщиков, при возвращении у одного из «МиГов» не удалось выпустить шасси, пилот Д. эль-Хафанауи катапультировался. Египетский пилот А. Вафай на МиГ-21МФ сбил два израильских «Миража», первый ракетой Р-3С, второй из 23-мм пушки. Египтяне в воздушных боях потеряли 4 МиГ-21. В этот же день над Голанскими высотами произошёл крупный воздушный бой сирийских МиГ-21ФЛ 8-й эскадрильи с израильскими «Миражами». Сирийский пилот аль-Тавиль сбил один «Мираж» и ещё один предположительно, А. эль-Гар сбил один «Мираж» и Е. аль-Масри сбил один «Мираж». Потери сирийцев составили 3 МиГ-21.
24 октября в результате крупного воздушного боя над Суэцем египтяне потеряли 8 истребителей МиГ-21, израильтяне потеряли вероятно всего один «Мираж». Ещё 2 «двадцатьпервых» было сбито огнём с земли над Деверсуаром. Сирийские МиГ-21 сбили израильский F-4E, который упал возле расположения израильских танков (по официальным израильским данным «Фантомы» в этот день потерь не понесли, однако момент падения был сфотографирован и опубликован израильскими танкистами). Потерь в этот день сирийские МиГ-21 не понесли.
Арабские МиГ-21 в войне Судного дня показали себя намного лучше, чем в Шестидневной. Израильские самолёты совершили около 20 массированных налётов на египетские авиабазы, египетские «МиГи» надёжно их защищали, ни один египетский аэродром не был выведен из строя даже на сутки. В свою очередь, египетские МиГ-21 разрушили два израильских аэродрома.
Всего в ходе войны египетские МиГ-21 одержали не менее 27 воздушных побед, сирийские МиГ-21 не менее 36. Иракские «МиГи» сбили от 5 до 7 израильских самолётов. В ходе войны по всем причинам Ирак потерял 5 МиГ-21, включая 2 в воздушных боях. Египет потерял 64 МиГ-21, сирийские потери оцениваются в 57 самолётов, что даёт в сумме 126 потерянных истребителей данного типа за время основной фазы боевых действий (6-24 октября).
После объявления перемирия продолжились небольшие столкновения с участием истребителей. 6 декабря израильские «Фантомы» предположительно сбили один египетский МиГ-21, пилотируемый северокорейским лётчиком. 22 декабря египетский МиГ-21 сбил израильский F-4E.
В 1974 году в ходе боёв за гору Хермон сирийские МиГ-21МФ по западным данным сбили 3 Mirage IIICJ и 1 F-4E (заявлено 8 самолётов). По западным данным потери сирийцев составили 3 МиГ-21МФ, 2 сбили «Фантомы» и 1 сбил «Мираж» (заявлено 6 самолётов).

#### Война в Ливане
Ввод сирийских войск в Ливан
В 1976 году Сирия ввела войска в Ливан. Истребители МиГ-21 наносили удары по боевикам и прикрывали ливанские штурмовики Hawker Hunter.
27 июля 1976 года сирийский МиГ-21МФ (пилот Ахмед Терманини) был угнан в Ирак.
В 1979 году сирийские «МиГи» над ливанской и над своей территорией начали встречаться с израильской авиацией. В ходе воздушных боёв за период с 1979 года по 5 июня 1982 (до начала операции «Мир Галилее») израильскими истребителями F-15, F-16 и «Кфир» было сбито 11 МиГ-21 ВВС Сирии (без учёта предположительных потерь). Сирийским пилотам «двадцатьпервых» удалось сбить лишь 2 БПЛА AQM-34 «Файрби» (без учёта предположительных побед).
Ввод израильских войск в Ливан
В ходе операции «„Мир Галилее“» 1982 года 24 МиГ-21бис и 10 МиГ-21МФ были сбиты ВВС Израиля (истребителями F-15 и F-16), в рамках операции «Медведка 19». Сирийцы также предоставили информацию о списанных после посадки самолётах: 2 МиГ-21бис и 1 МиГ-21МФ. По западным данным, сирийские МиГ-21 сбили не менее 1 F-4E, 1 Kfir C.2 и повредили 2 F-15D и 1 RF-4E, не считая предположительных побед. По израильским данным в боях с МиГ-21 в 1982 году были только повреждённые самолёты
.
- 9 июня F-15D (б/н 686) 133-й эскадрильи, пилотируемый капитаном Роненом Шапиро, получил попадание ракеты Р-60 с сирийского МиГ-21бис, пилотируемым капитаном Нулией Сельфи. Из за небольшого расстояния до аэродрома горящий израильский F-15 смог вернуться на базу Рамат-Давид[164].
- 10 июня F-15D (б/н 955) 133-й эскадрильи, пилотируемый Моше Мельником, ракетой Python-3 сбил сирийский МиГ-21. Израильский пилот не успел увернуться от обломков сирийского самолёта и влетел в них. Из за разбитого фонаря кабины F-15 пришлось совершить вынужденную посадку[170].
- Последнее столкновение с сирийскими МиГ-21 произошло уже после окончания израильской операции. В октябре 1982 года по западным данным израильский разведчик RF-4E над Ливаном был подбит ракетой Р-60М, выпущенной сирийским МиГ-21бис[167].

### Индо-пакистанский конфликт
Удачной страницей боевого применения МиГ-21 является его служба в ВВС Индии, невзирая на полученную самолётом в результате многочисленных аварий и катастроф репутацию «летающего гроба». Приобретение ею истребителей МиГ-21 открыло новую эпоху для её ВВС. Это был первый боевой самолёт не западного происхождения и первый сверхзвуковой самолёт в арсенале Индии. Самолёты были приняты на вооружение 28-й эскадрильи «Первая сверхзвуковая».
Война 1965 года
В ходе войны с Пакистаном в 1965 году «МиГи» практически не участвовали. 4 сентября был совершён неудачный пуск ракет Р-3С по «Сейбру». Больше никаких боевых столкновений в воздухе неизвестно. Пакистанская авиация уничтожила два МиГ-21 на аэродромах.
Война 1971 года
В декабре 1971 года вновь начались военные действия между Индией и Пакистаном.
4 декабря, в первый день войны, на пакистанском аэродроме индийскими МиГ-21 был уничтожен самолёт DHC-3. 5 декабря индийские «двадцатьпервые» на этом же аэродроме уничтожили ещё три самолёта Pilatus P-3. В этот день была встреча «МиГа» с «Сейбром».
6 декабря перед полуднем МиГ-21ФЛ эскортировали самолёты HF-24 «Марут» на малой высоте. После штурмовки командир «Марутов» решил отклониться к западу в поисках возможной цели. В тот момент, когда «Маруты» пошли в атаку, пилот одного из МиГ-21 капитан Самар Бикрам Шах увидел самолёт, который он принял за Cessna O-1. Сделав резкий разворот вниз, чтобы определить тип машины, Шах одновременно посмотрел инстинктивно назад чтобы убедиться что на хвосте никого нет. Он увидел два F-6 на расстоянии примерно 1500 метров, а третий F-6 — выше; Шах, находившийся на высоте около 200 метров, немедленно включил форсаж и поднял нос самолёта. Оба F-6, приближавшиеся к самолёту, не предприняли попытки последовать за МиГ-21. Шах решил атаковать пакистанский самолёт, стараясь не проскочить мимо него. Первый F-6 направился в сторону, куда ушли «Маруты». Шах пристроился за пакистанским истребителем и дал залп из своих 23-мм пушек с расстояния около 600 метров. F-6 перевернулся и упал на землю. Также в этот день, по заявлениям индийцев, МиГ-21 сбил пакистанский C-130 (пакистанской стороной это не подтверждено).
В 14 часов 12 декабря находившиеся на боевом дежурстве на авиабазе в Джамнагаре два МиГ-21ФЛ были подняты в воздух: два пакистанских истребителя F-104 «Старфайтер» пересекли береговую линию на малой высоте. Пакистанцы атаковали стоящие самолёты на аэродроме. Один из МиГов сел на хвост «Старфайтеру». Индийский пилот с расстояния 900 метров дал длинный залп из спаренной пушки. «Старфайтер» загорелся и рухнул в море, пилот едва успел катапультироваться. 16 декабря Шах сбил свой второй F-6.
17 декабря диспетчер предупредил патрулирующие МиГи, что низколетящий самолёт на большой скорости приближается к аэродрому. «Старфайтер» по непонятным причинам не стал атаковать аэродром, и индиец сел ему на хвост. Индиец выпустил две ракеты К-13А, вторая ракета поразила цель, но пакистанец смог продолжить полёт. Тогда индиец дополнил ракетную атаку залпом из пушек. После этого он стал возвращаться на аэродром, а повреждённый F-104 взорвался среди песчаных холмов. Позже в этот день индийские МиГ-21 претендовали на ещё два сбитых «Старфайтера» уже над пакистанской территорией, а индийский пилот Шах предположительно смог подбить один F-104.
Помимо применения в качестве перехватчика, индийские ВВС также использовали МиГ-21 на восточной границе для завоевания господства в воздухе и штурмовых действий. Наиболее впечатляющим был налёт 14 декабря на резиденцию губернатора Восточного Пакистана. Шесть МиГ-21ФЛ 28-й эскадрильи выпустили по резиденции 128 57-мм неуправляемых ракет С-5, после чего губернатор бросился в ближайшую траншею и на клочке бумаги написал заявление об отставке.
По состоянию на 16 декабря пакистанцы на территории Восточного Пакистана в Дакке на аэродроме Тейгаон все ещё имели 11 истребителей Canadair F-86, 2 истребителя T-33, 1 вертолёт Alouette III и 1 вертолёт UH-12E4. В этот день по Тейгаону был нанесён удар 28-й эскадрильей индийских МиГ-21. Бомбами М62 ФАБ-500 были разрушены взлётные полосы и в результате пакистанцы потеряли возможность эвакуировать свои самолёты и вертолёты с авиабазы. В результате все 15 пакистанских боевых самолётов и вертолётов были захвачены индийцами, 3 «Сейбра» и 1 «Шутинг Стар» из них пакистанцам удалось разбить до неремонтопригодного состояния, однако остальные 11 летательных аппаратов были отремонтированы. Вдобавок, из за невозможности эвакуации индийцам досталось 15 небоевых самолётов — 5 DHC-2 Beaver, 1 Piaggio P.136, 4 Grumman G-21/44 и 5 Cessna. В целом за время боевых действий по взлётным полосам аэродрома Тейгаон было 46 прямых попаданий советских бомб М62 ФАБ-500. Опыт боевых действий показал, что 500-кг М62 оставляли кратер более чем в 3 раза глубже, чем американские 1000-фунтовые бомбы Mk.9, сброшенные с Hawker Hunter.
Таким образом, из эпизодов указанных выше, индийские МиГ-21 претендуют на 7-8 сбитых пакистанских самолётов и несколько повреждённых. Единственной потерей в воздушных боях от огня противника составил МиГ-21, сбитый «Сейбром» 17 декабря. В результате атак МиГ-21 на аэродромы в Восточном Пакистане пакистанцы по разным причинам потеряли 34 летательных аппарата (4 уничтожено непосредственно огнём «МиГов», 30 захвачено, либо разбито самими пакистанцами).
Интересен был итог столкновений МиГ-21 со своим главным соперником — F-104. Всего произошло семь или восемь столкновений между ними (в одном точно неясен тип атакованного самолёта), во всех случаях кроме одного, где произошёл только перехват, атаку проводили «МиГи», неизвестно ни одной атаки «Старфайтера». Историк Б. Гарри указывал, что в этих столкновениях было подтверждённо уничтожено четыре «Старфайтера». По данным немецкого историка Юбера Пейтцмайера, непосредственно сбитыми «МиГами» были только два F-104 (один пакистанский и один иорданский), но ещё два (иорданских) вернулись на аэродром в критическом состоянии, после поражения огнём «МиГов». В любом случае после войны Пакистан списал все истребители F-104 «Старфайтер» и снял их с вооружения.
90-е годы и Каргильская война
Следующей встречей индийских МиГов с пакистанскими самолётами стали 90-е. В 1997 году индийский МиГ-21бис выпустил ракету R.550 Magic по пакистанскому самолёту AV, но уничтожить его не удалось.
В мае 1999 года разгорелся конфликт в спорном регионе Кашмир. 27 мая индийский МиГ-21бис (б/н C-1539) был сбит ракетой с земли в районе Кашмира, пилот командир 17-й эскадрильи Аджай Ахуджа был взят в плен и убит пакистанцами в плену.
10 августа 1999 года, после окончания основной части Каргильского конфликта, индийцы ответили за гибель командира 17-й эскадрильи. В этот день самолёт-разведчик Br.1150 Atlantic-91N (с/н 33, б/н 91) 29-й эскадрильи ВМС Пакистана совершал приграничный разведывательный полёт в районе солончаков в Гуджарате. В ходе полёта «Атлантик» два раза пересёк воздушное пространство Индии, в третьем нарушении он встретил два индийских истребителя МиГ-21бис 45-й эскадрильи (пилоты комэск П. Бундэла и флайт офицер С. Нарайанан). Комэск Бундела выпустил одну ракету Р-60 и попал в левый двигатель «Атлантика». В результате крушения разведчика пакистанцы потеряли убитыми все 16 членов экипажа, находившихся на борту.
Использование Пакистаном
С 2009 года Пакистан для патрулирования стал использовать китайский вариант дальнейшего развития истребителя МиГ-21 — JF-17 Thunder. 19 июня 2017 года JF-17 одержали первую воздушную победу, сбив иранский БПЛА.
В ходе Пограничного конфликта между Индией и Пакистаном 27 февраля 2019 года произошёл воздушный бой между группой ВВС Индии и ВВС Пакистана. Со стороны ВВС Индии в воздушном бою приняли участие восемь истребителей: четыре Су-30МКИ и два МиГ-21УПГ «Копьё» (МиГ-21-93), со стороны ВВС Пакистана — 24 самолёта, в том числе восемь F-16, в подтверждение участия которых Индия предъявила обломки ракеты AIM-120 AMRAAM. По версии Индии, в результате воздушного боя МиГ-21 сбил один F-16. Самолёт F-16 упал на части, подконтрольной Пакистану территории Джамму и Кашмира. Пакистан отрицал потерю F-16. Сам лётчик на МиГ-21 в воздушном бою был сбит пакистанским истребителем JF-17, катапультировался и взят в плен. Пленённый индийский военный лётчик Абхинандан Вартхаман 1 марта 2019 года передан Пакистаном официальным представителям Индии. В обломках упавшего МиГ-21 были обнаружены все четыре подвешенные на нём и неиспользованные ракеты, что заставило экспертов предполагать, что индийский лётчик сбил F-16 из своего пистолета

### Советско-иранская граница
Советские МиГ-21 защищали воздушное пространство от проникновения иранских и американских разведчиков.
28 ноября 1973 года МиГ-21СМТ (б/н 25) 982-го иап ВВС СССР, пилотируемый капитаном Геннадием Елисеевым, по западным данным протаранил иранский разведчик RF-4C Phantom II. Экипаж «Фантома» иранский майор Шокуния и американский полковник Джон Сандерс катапультировались, советский погиб. Взятые в плен пилоты отпущены через 16 дней. По российским данным тип протараненного самолёта был F-5B Freedom Fighter, а пилотировал его иранский экипаж — капитан Нусрат Алла Дехкхаргани и лейтенант Али Табризи. Остальные подробности совпадают.
В западных источниках есть информация, что в 70-х годах Иран на советской границе потерял 3 RF-5 и 2 RF-4, из них по крайней мере один в результате тарана МиГ-21 описанного выше.
Осенью 1974 года пара советских МиГ-21 принудила к посадке на аэродром Насосная иранский транспортный самолёт нарушитель.

### Египетско-ливийская война
За время кратковременного военного конфликта между Египтом и Ливией произошло совсем немного воздушных боёв.
- 22 июля, на второй день войны, по ливийским утверждениям Mirage 5 сбил египетский МиГ-21[173] (по данным Египта, среди потерянных в ходе войны самолётов, ни одного МиГ-21 потеряно не было[205]).
- На следующий день успех сопутствовал египтянам, в воздушных боях МиГ-21 претендовали на три-четыре сбитых «Мираж 5» и один МиГ-23, без потерь со своей стороны. В послевоенном исследовании западные историки указывали что потеря МиГ-23 была лишь предположительной, при этом потеря одного «Мираж 5» в воздушном бою подтверждалась (он был сбит пушечным огнём). Также указывалось, что два «Миража 5» были списаны из за повреждений по неизвестным причинам[206].
- В 1979 году, после окончания войны, произошёл воздушный бой между двумя египетскими МиГ-21 и двумя ливийскими МиГ-23. Египтяне сбили один МиГ-23, не понеся потерь[173].

### Война в Анголе
В 1976 году в Анголу прибыли первые кубинские МиГ-21. Они выполнили немного, но очень эффективных операций. Главную угрозу для кубинских «МиГов» представляли ПЗРК, которые формирования УНИТА получали из Израиля.
19 февраля 1976 года кубинские МиГ-21МФ нанесли авиаудар по аэродрому возле Уамбо, уничтожив несколько транспортных самолётов.
13-14 марта 1976 года кубинские МиГ-21МФ совершили 13 боевых вылетов на бомбардировку главного аэродрома, контролируемого унитовцами — Гаго-Кутиньо. В результате ударов аэродром был полностью разрушен, ракетами С-24 уничтожен транспортный самолёт Fokker F-27 (с/н 10395), уничтожено 12 грузовиков, погибло не менее 200 боевиков УНИТА и 2 французских военных советника. Французских и американских наёмников после этого удара срочно эвакуировали из Анголы. ПВО аэродрома выпустила не менее 6 ракет ПЗРК, но кубинские пилоты смогли увернуться. При возвращении один «МиГ» заблудился и приземлился в 200 километрах от своего аэродрома. Кубинцам пришлось проводить целую спецоперацию чтобы спасти самолёт. Главаря УНИТА Жонаша Савимби очень задела потеря аэродрома и иностранных советников (его резиденция находилась в 1 километре от аэродрома). Он потребовал от американцев компенсацию за кубинские авианалёты.
8 апреля 1976 года пара кубинских МиГ-21МФ разрушила штаб УНИТА и радиостанцию в Темпуэ.
13 мая 1976 года четвёрка кубинских МиГ-21МФ гружённых ФАБ-500 совершили налёт на Массангу, уничтожив два склада с оружием, казарму и электростанцию.
Потерь в ходе войны 1976 года кубинские МиГ-21 не понесли, хотя по «МиГам» было совершено около 30 пусков ПЗРК.
- 14 декабря 1977 южноафриканский самолёт Aero Commander-690 (р/н N9110N, пилот Патрик Хьювартсон) при перегонке из Ботсваны в Либревиль вошёл в воздушное пространство Анголы и был перехвачен парой МиГ-21МФ (кубинцы, лидер п-к Рауль Перес). Принуждён к посадке в аэропорту Луанды и арестован[210].

За первые 5 лет войны кубинские МиГ-21 потерь не имели, первая потеря кубинского МиГ-21 произошла лишь в начале 1981 года.
- В ходе войны Куба потеряла один МиГ-21 в воздушном бою. 6 ноября 1981 года майор ВВС ЮАР Йохан Рэнкин на Mirage F-1CZ заявил что над территорией Анголы пушечным огнём сбил кубинский МиГ-21бис. Куба подтвердила потерю в воздушном бою самолёта МиГ-21МФ, пилот которого майор Леонел Понке катапультировался.
- 5 октября 1982 года тот же южноафриканский пилот заявил что на Mirage F-1CZ над Анголой огнём пушки сбил один МиГ-21 и ещё один предположительно. Куба признала что в этот день во время воздушного боя два МиГ-21бис (пилоты лейтенанты Рациель Марреро Родригес и Джилберто Ортис Пуарес) вернулись на аэродром с повреждениями. После этого случая кубинским летчикам было рекомендовано воздерживаться от прямого контакта с южноафриканскими истребителями.
- 21 апреля 1987 истребители МиГ-21бис ВВС Анголы уничтожили лёгкий самолёт Beechcraft F33A Bonanza (р/н N7240U, США), вторгшийся на территорию Анголы со стороны оккупированной ЮАР Намибии. После подозрения что самолёт используется для разведки он был подбит огнём ВПУ и совершил аварийную посадку у Очинжау, восстановлению не подлежал. Американский пилот Джозеф Фрэнк Лонго арестован[210][212].

14 декабря 1988 года самолёт МиГ-21бис ангольских ВВС сбился с курса и совершил аварийную посадку в Намибии, где был захвачен местными властями. Поскольку Ангола не обратилась с просьбой к Южной Африке о возвращении из-за Пограничной войны, самолёт был восстановлен компанией «Атлас Авиэйшн», и в настоящее время МиГ-21бис находится на военно-воздушной базе Сварткоп (Swartkop) в Претории.
За всё время войны в Анголе по всем причинам было потеряно 18 МиГ-21 с кубинскими пилотами. Ещё несколько «МиГов» было потеряно с ангольскими пилотами.
- 20 января 1998 года пара ангольских МиГ-21бис с аэродрома Сауримо вылетела на перехват и принудила к посадке южноафриканский самолёт C-54D Skymaster, нарушивший воздушное пространство Анголы. Выяснилось, что самолёт-нарушитель вёз крупную партию оружия бандформированиям УНИТА. Южноафриканский экипаж в составе командира Питера Бицке, второго пилота Шуку Куянгуэ Митчела и бортинженера Марка Джеффриса арестован. Для осуществления контрабанды оружия южноафриканцы зарегистрировали «Скаймастер» в Либерии как EL-WLS. Оружие, находившиеся на борту и сам самолёт конфискованы в пользу Анголы. C-54 встал в строй ВВС Анголы и использовался для обеспечения ангольской армии[217][218].

Таким образом в ходе воздушных столкновений, действия МиГ-21 в Анголе привели к потере авиацией противника трёх небоевых самолётов: одного Aero Commander-690, одного F33 и одного C-54, не считая уничтоженных на земле, при этом в воздушных боях был потерян один МиГ-21 и два серьёзно повреждены.

### Эфиопо-сомалийская война
В ходе конфликта МиГ-21 состоял на вооружении ВВС Сомали, а также на нём летали кубинские лётчики, воевавшие на стороне Эфиопии. Сомалийские лётчики сбили на нём 4 эфиопских МиГ-21, 3 F-5, 3 DC-3 и 1 Canberra. Вместе с тем сомалийцы потеряли по одним данным не менее 7 МиГ-21 в боях с эфиопскими F-5 «Фридом Файтер», по другим данным только израильскими пилотами было сбито 5 МиГ-21. По данным министерства обороны Эфиопии, в воздушных боях было сбито 18 сомалийских МиГ-21.

### ВВС КНДР
Первые истребители МиГ-21 Северная Корея получила от СССР в 1965 году.
Уничтожение «Танг По»
19 января 1967 в водах севернее 38-й параллели истребителями МиГ-21 ВВС КНДР был потоплен сторожевой корабль ВМС Южной Кореи Tang Po класса PCE-56 (водоизмещение 860 тонн, вооружение 11 зенитных орудий). 39 южнокорейских моряков было убито и 15 ранено. Некоторые американские источники заявляют что корабль-нарушитель якобы был потоплен огнём береговых батарей, корабль действительно был обстрелян батареями, защищавшими побережье, но непосредственно потопление произошло в результате удара патрульных самолётов.
Захват «Пуэбло»
23 января 1968 в Японском море корабли ВМФ КНА при поддержке пары истребителей МиГ-21 вынудили войти в северокорейские территориальные воды и отбуксировали в порт Вонсан разведывательный корабль USS Pueblo (AGER-2) класса Banner ВМС США (водоизмещение 550/895 тонн). Корабль возвращён не был, а часть секретного оборудования была передана СССР.
День рождения Ким Ир Сена
28 марта 1969 года пара истребителей МиГ-21 ВВС КНДР была перебазирована с аэродрома Пукчанг на аэродром Хоемун.
15 апреля 1969 года, в день рождения Ким Ир Сена, над Японским морем вылетевшая пара северокорейских истребителей МиГ-21ПФМ перехватила самолёт ДРЛО EC-121M Warning Star (с/н 135749) ВМС США, совершавший полёт в несколько десятках километрах от северокорейского побережья. Северокорейский пилот МиГ-21 (б/н 803) капитан Хиён Ги Су пуском ракет Р-3С сбил самолёт, погибли все 31 американских членов экипажа. США попросило помощи у СССР с поисками самолёта, в Вашингтоне госсекретарь США Уильям Роджерс попросил помощи у советского посла Анатолия Добрынина, а посол США в Москве Джейкоб Бим попросил помочь с обнаружением самолёта первого заместителя иностранных дел СССР Георгия Корниенко. В ходе совместной советско-американской спасательной операции были обнаружены обломки самолёта и часть погибших.
После этого инцидента разведывательные полёты самолётов EC-121 в данном регионе были полностью прекращены.
Инцидент с «Чинуком»
14 июля 1977 года истребитель МиГ-21 ВВС КНДР сбил американский вертолёт CH-47D «Чинук», после нарушения демилитаризованной зоны. Три члена экипажа погибли, один взят в плен и передан США через 57 часов.

### Гражданские войны в Судане
В начале 70-х Судан получил небольшое количество самолётов МиГ-21, которые применял для борьбы с контрабандой оружия из Эфиопии для сепаратистов Южного Судана. Отмечалось, что суданские «МиГи» несколько раз атаковали аэродромы на территории Эфиопии, на которых подготавливался груз для перевозки боевикам. В результате этих ударов на аэродромах было уничтожено несколько транспортных самолётов.
20 сентября 1972 года суданские МиГ-21МФ принудили к посадке в Хартуме пять ливийских военно-транспортных самолётов C-130 «Геркулес», нарушивших воздушное пространство. Было задержано 399 ливийских солдат.

### Афганистан
Бо́льшую часть самолётов, переброшенных в Афганистан, составляли истребители, в том числе и МиГ-21. Невзирая на малую боевую нагрузку (обычно 2-4 РБК-250, ФАБ-250 или ОФАБ-250), существенная часть боевых вылетов пришлась именно на них; причём, как ни странно, с лучшей стороны показала себя «истребительная» модификация МиГ-21бис. За малое время реагирования их прозвали «весёлыми». В начале войны советские МиГ-21бис принудили к посадке пакистанский самолёт, нарушивший афганское воздушное пространство. Как оказалось самолёт был гражданским и заблудился. В 1985 году на аэродроме Шинданд в результате диверсии были уничтожены 13 афганских МиГ-21. На МиГ-21 был сбит и погиб советский генерал Николай Власов. За всё время войны Советский Союз потерял около 21 МиГ-21, потери афганских самолётов неизвестны. «МиГи» совершили несколько десятков тысяч боевых вылетов. Ряд афганских МиГ-21 был угнан лётчиками в Пакистан, по состоянию на 2005 год в Пакистане находилось 8 угнанных афганских МиГ-21.
После вывода советских войск десятки самолётов захватили моджахеды. Ранним утром 12 января 1994 два МиГ-21 Северного альянса сбили над Кабулом два МиГ-21, один пилот попал в плен. 30 января МиГ-21 Альянса сбили два Су-22. До конца года МиГ-21 и Су-22 Альянса сбили ещё три самолёта (в том числе один Су-22 и один МиГ-21) Дустума[уточнить] и Хекматияра[прояснить]. В 1995 году истребители Альянса сбили один Су-22 и один Су-20 талибанских и Достумо-Гульбединнских воздушных сил. 15 июня 1995 года талибанские истребители сбили два вертолёта Ми-8 Северного альянса. Талибские МиГ-21 перехватили и принудили к посадке российский транспортник Ил-76. Самолёты сторон конфликта продолжали нести потери, за один день бойцам Масуда удалось сбить не менее трёх МиГ-21.
На 2001 год ВВС Талибана имели на вооружении 21 истребитель МиГ-21, из них только 8 в исправном состоянии. В октябре 2001 года с началом военной операции США «Несокрушимая свобода» боевая авиация талибов не использовалась. После ударов США по аэродрому Герат часть МиГ-21 была уничтожена на земле.

### Ирано-иракская война
МиГ-21 были самыми массовыми боевыми самолётами Ирака. К началу Ирано-иракской войны у Ирака имелось 135 боевых МиГ-21ПФМ/МФ/бис, 4 разведывательных МиГ-21Р и 24 учебных МиГ-21У/УМ (на начало войны боеготовыми были около 100). Ещё 27 МиГ-21 находились на хранении. Они имелись на вооружении:
Мосул — 9-я истребительно-бомбардировочная эскадрилья (18 МиГ-21МФ);
Киркук — 37-я (16 МиГ-21бис) и 47-я истребительные эскадрильи (16 МиГ-21бис);
Тикрит — 17 учебно-истребительная эскадрилья (7 МиГ-21МФ и 12 МиГ-21УМ);
Багдад — 7-я (18 МиГ-21ПФМ), 11-я (20 МиГ-21МФ) истребительные эскадрильи, 70-я (14 МиГ-21МФ и 4 МиГ-21Р) истребительно-разведывательная эскадрилья и 27-я учебно-истребительная эскадрилья (12 МиГ-21ПФМ и 12 МиГ-21УМ);
Кут — подразделение 14-й истребительной эскадрильи (8 МиГ-21бис);
Басра — подразделение 14-й истребительной эскадрильи (8 МиГ-21бис);
Период 4 сентября — 21 сентября 1980
8 сентября иранские истребители F-5E с аэродрома Тебриз и F-4E с аэродрома Хамадан начали наносить удары по иракским наземным силам в приграничных районах. На следующий день в районе иранского города Касре-Ширин иракские МиГ-21МФ 11-й эскадрильи устроили засаду на иранские истребители F-4E «Фантом». В воздушного боя был сбит один иранский «Фантом», пилот майор Махмуд Эскандари выжил, оператор капитан Али Ильтхани погиб, победу одержал иракский пилот старший лейтенант Садик с помощью ракет Р-13М.
Пилоты иранских F-4 и F-14 в рассматриваемый период также заявляли о сбитии нескольких МиГ-21, в том числе над территорией Ирана, однако ни в одном случае не указывалась информация о пилотах либо номерах предположительно сбитых самолётов.
Период после 21 сентября
22 сентября иракские МиГ-21 участвовали в массированном налёте на иранские авиабазы.
8 МиГ-21бис 47-й иэ нанесли удар по аэродрому Сакиз. Была поражена ВПП и аэродром был заброшен.
16 МиГ-21бис 47-й иэ нанесли удар по аэродрому возле Сенандаджа. Аэродром был сильно повреждён, повреждены ВПП и РД. Потери в ходе налёта составили 1 «МиГ», пилот Алаа взят в плен.
4 МиГ-21бис 14-й иэ нанесли удар по аэродрому возле Ахваза. Была поражена ВПП.
В ходе второй волны налёта 4 МиГ-21бис совершили удар по авиабазе Ахваз, уничтожив РЛС.
Ирак использовал свои МиГ-21 для борьбы с иранским судоходством в Персидском заливе. Известен удачный налёт «МиГов» на конвой 1 октября 1980 года, когда бомбами были выведены из строя суда «Иран Бадр» и «Таха».
Всего за период 1980—1988 годы лётчики МиГ-21 одержали по отрывочным данным 34 воздушных побед (в том числе 13 F-5, 11 F-4, 4 вертолёта AH-1J, 3 CH-47, 2 Bell, и 1 F-14), при потере по отрывочным западным данным 34 самолётов в воздушных боях (18 сбили F-14, 9 F-4, 5 F-5 и 2 вертолёты AH-1J). Однако, заявляемые потери «МиГов» в воздушных боях превышают потери которые были признаны Ираком по всем причинам. В некоторых русскоязычных источниках заявляется что всего было сбито 22 МиГ-21 (12 сбили F-14, 6 F-4, 3 F-5 и 1 AH-1J). Пилотам МиГ-21 рекомендовалось по возможности избегать воздушных боёв с F-4E и F-14, если на их стороне не было элемента неожиданности. При этом по итогам боёв против F-4 и F-5 истребители МиГ-21 показали себя успешно.
Иран нёс потери от действий МиГ-21 не только в воздухе, но и на аэродромах. В частности, в ходе иранской наступательной операции «Вальфаджр-8» весной 1986 года, иранские вертолёты поражались на передовом аэродроме ударами МиГ-21бис.
Ирак подтверждал что с начала войны, с 4 сентября 1980 по 1 мая 1981 года по всем причинам было потеряно 11 истребителей МиГ-21, опубликовав при этом подробный список с описанием каждой потери. Западные источники заявляли другие цифры, по их утверждениям, до конца 1980 года был потерян 31 истребитель МиГ-21, что не сходится с иракскими данными. Всего за войну Ирак потерял 78 МиГ-21.
В феврале 1986 года из за ошибки лётчиков был потерян МиГ-21УМ, экипаж капитаны Айед Аббас и Хуссейн Казем погибли, есть информация что в мае 1987 года был потерян ещё один учебный МиГ-21, экипаж майор Аднан Алшимари и капитан Миклиф погибли.
Также иракцам приходилось бороться с сирийскими и израильскими разведывательными самолётами. 4 января 1981 года по израильским заявлениям израильский F-4E (пилот Г. Шеффер) был перехвачен иракским МиГ-21 как заявляется из 84-й эскадрильи. Из-за маневрирования «Фантома» иракский самолёт столкнулся с землёй и разбился (в составе 84-й эскадрильи МиГ-21 не было вообще). В апреле 1981 года иракский МиГ-21МФ сбил сирийский разведчик МиГ-21Р. В 1982 году иракский МиГ-21 был угнан в Сирию. 2 октября 1986 года сирийский разведывательный МиГ-21РФ был сбит иракским перехватчиком МиГ-25ПД. 28 июля 1987 года сирийский МиГ-21 во время тренировочного полёта нарушил границу Ирака и был сбит зенитной ракетой, пилот Х. Джабр арестован.

### Распад Югославии
Первые МиГ-21 Югославия получила в 1962 году. За всё время Советский Союз поставил Югославии 260 МиГ-21. После начала распада Югославии почти все истребители МиГ-21 перешли остались в ВВС новосозданной Союзной Республики Югославия. Югославские МиГи применялись для борьбы с нарушителями границ, а также для нанесения ударов по наземным целям в Хорватии и Боснии. В ходе войн в Хорватии и Боснии было потеряно по крайней мере 5 югославских МиГ-21 (3 сбиты огнём с земли и 2 потеряны по неясным причинам, по одной из версий сбиты огнём с земли), ещё несколько МиГов были угнаны лётчиками в Хорватию.
Известные столкновения МиГ-21 с авиацией в воздухе и на земле:
- В мае 1990 года югославские МиГ-21МФ принудили к посадке два хорватских вертолёта AB.206 и AB.212, нарушивших воздушную границу.
- 28 июня 1991 года югославские МиГ-21 совершили налёт на люблянский аэропорт, где уничтожили Airbus A320, который использовался в качестве транспортного. Несколько нарушителей «МиГи» заставили приземлиться.
- 31 августа югославский МиГ-21 принудил к посадке на аэродром Плесо угандийский Boeing 707, в котором обнаружилось 18 тонн военного имущества.
- 7 января 1992 года югославский МиГ-21 атаковал пару вертолётов AB.205 Европейского союза армейской авиации Италии, в результате чего один вертолёт был сбит; этот инцидент привёл к уходу в отставку министра обороны Югославии.

Югославия не использовала свои МиГ-21 во время войны с НАТО. Югославские ВВС на тот момент насчитывали 68 самолётов данного типа. Командующий ВВС и ПВО Югославии генерал С. Смилянич сразу после начала боевых действий запретил применение МиГ-21, поэтому они не совершали боевых вылетов в ходе войны. На веб-сайте acig.info утверждалось, что 24 марта 1999 года истребителем МиГ-21 была сбита крылатая ракета BGM-109 Tomahawk, но исследователь О. Валецкий указывает, что за всю войну МиГ-21 совершили лишь несколько небоевых вылетов 30 апреля. В результате ударов авиации НАТО на земле было уничтожено 33 из 68 югославских МиГ-21 (25 МиГ-21бис, 5 МиГ-21УМ и 3 МиГ-21М). Вооружённый ими 83-й авиаполк после войны был расформирован из-за высоких потерь матчасти.

### Гражданская война на Шри-Ланке
В ходе гражданской войны МиГ-21 использовались ВВС Индии и ВВС Шри-Ланки.
Операция «Паван»
В 1987 году индийские МиГ-21 наносили удары по позициям Тамильских Тигров в ходе «операции Паван». Ни один индийский МиГ-21 не был сбит.
В строю Ланкийских ВВС
В 1991 году Шри-Ланка приобрела у Китая четыре истребителя F-7BS и одну спарку FT-7 (МиГ-21 китайского производства). В начале 1992 года первые F-7 стали в строй 5-й эскадрильи ВВС Шри-Ланки и в середине года начали совершать боевые вылета против Тигров.
29 апреля 1995 года после того как Тамильские Тигры сбили ланкийский пассажирский самолёт Avro 748, F-7 нанесли удары по позициям Тигров.
В 1998 году ланкийские F-7 провели операцию против морских баз «Тигров», в ходе которой уничтожили более 20 катеров
- Ночью 9 сентября 2008 года ланкийский F-7G над Муллайтиву ракетой PL-5E сбил переделанный под штурмовик самолёт Zlin Z-43 Тамильских Тигров[270].

За годы гражданской войны не было потеряно ни одного ланкийского «МиГа».

### Гражданская война в Ливии
4 января 2016 года МиГ-21[какой?] был сбит в районе Бенгази в Ливии во время боевого вылета (при посадке?).
8 апреля 2019 года МиГ-21 военно-воздушных сил фельдмаршала Халифы Хафтара атаковал действующий аэропорт Митига, расположенный вблизи Триполи. В результате удара повреждения получил вертолёт CH-47.
14 апреля 2019 года над Триполи был сбит МиГ-21 ВВС Ливийской национальной армии.

### Другие конфликты
Использовались обеими сторонами в Угандийско-танзанийской войне 1983 года.
28 августа 1985 года войска Мапуто при поддержке МиГ-21 ВВС Эфиопии и ВВС Мозамбика штурмом взяли Каса-Банана, поддерживаемых ВВС Зимбабве.
МиГ-21 принимали активное участие в Йеменских войнах 1986, 1994 и 2014 годов. 20 июня 1994 года над авиабазой Анад произошёл воздушный бой южнойеменских МиГ-21 и северойеменских F-5E. В результате боя «Тигры» (пилотируемые тайваньскими наёмниками) сбили один МиГ-21, пилот к-н Салах Абдул Хабиб Джормен погиб.
21 октября 1989 года сирийский истребитель МиГ-21бис по ошибке вторгся в воздушное пространство Турции. Там он перехватил турецкий правительственный самолёт BN-2 Islander, который он принял за «нарушителя сирийской границы». Очередью из пушки он сбил турецкий самолёт, 5 человек погибли. Впоследствии Сирия выплатила Турции 14,6 млн долларов компенсации за этот инцидент.
ВВС Ирака применяли МиГи во время войны в Персидском заливе (1991). Их действия против авиации Многонациональных сил оказались безрезультатными — ими не был сбит ни один самолёт Многонациональных сил, а исследователи, занимавшиеся действиями ВВС Ирака в этой войне, не отмечают никаких заявок на воздушные победы со стороны иракских пилотов. Активное участие МиГов в войне закончилось в первый же день после неудачной попытки перехвата самолётов ВМС США. В ходе войны 65 иракских МиГ-21 было потеряно (из них 4 сбиты в воздухе — два американскими F-15 и два американскими F/A-18).
Азербайджан применял МиГ-21 в Нагорном Карабахе. Известно о потере 3 самолётов от огня армянской ПВО.
Эфиопские МиГ-21 участвовали в войне с Эритреей 1998—2000 годов. В этом конфликте с обеих сторон использовалась российская авиатехника. Три МиГ-21 были сбиты эритрейскими МиГ-29 в воздушных боях. 28 июня 1998 года эфиопские МиГ-21 с помощью КАБов вывели из строя эритрейский аэродром Асмера.
Алжирские МиГ-21 прикрывали воздушную границу во время войны в Западной Сахаре.
САВВС активно используют свои МиГ-21 в ходе гражданской войны. По состоянию на июнь 2016 года в боевых действиях сбито или разбилось как минимум 17 самолётов этого типа. Один МиГ-21 был угнан лётчиком в Иорданию.

### Асы МиГ-21
| Пилот           | Страна  | Количество побед | Комментарии |
| --------------- | ------- | ---------------- | --- |
| Нгуен Ван Кок   | Вьетнам | 11-13            | 3-5 F-105, 3 F-4, 2 AQM-34 и 1 F-102 подтверждены; один раз сбит |
| Бассам Хамшу    | Сирия   | 7 + 1 на земле   | Самый успешный арабский пилот. Все победы подтверждены. По другой версии, Б. Хамшу одержал одну победу и погиб в 1970 году, не дожив до войны 1973 года, когда на его счёт якобы были записаны остальные победы |
| Нгуен Хонг Ни   | Вьетнам | 8                | 2 F-4, 1 F-105 и 1 AQM-34 подтверждены |
| Фам Тхань Нган  | Вьетнам | 8                | 1 F-101 подтверждён |
| Май Ван Куонг   | Вьетнам | 8                | нет подтвержденных |
| Данг Нгок Нгы   | Вьетнам | 7                | 2 F-4 подтверждены, сбит Фантомом и погиб |
| Нгуен Дык Шоат  | Вьетнам | 6                | 5 F-4 и 1 A-7 подтверждены, также сбил дружественный МиГ-19 |
| Нгуен Нгок До   | Вьетнам | 6                | 1 F-101 и 1 F-105 подтверждены |
| Нгуен Ньят Чиеу | Вьетнам | 6                | 1 F-105 и 1 победа на МиГ-17 подтверждены |
| Ву Нгок Динь    | Вьетнам | 6                | 3 F-105, 1 F-4 и 1 HH-53 подтверждены |
| Али Ваджай      | Египет  | 5—6              | 2 в войне на истощение и 4 в Октябрьской войне |
| Ле Тхань Дао    | Вьетнам | 6                | 2 F-4 подтверждены |
| Нгуен Данг Кинь | Вьетнам | 6                | 1 F-105, 1 EB-66 и 1 AQM-34 подтверждены |
| Нгуен Тиен Сам  | Вьетнам | 6                | 4 F-4 подтверждены |
| Адиб эль-Гар    | Сирия   | 5,5              | от 3 до 5 F-4 и 1 совместный Nesher подтверждены |
| Файез Мансур    | Сирия   | 5                | 3 Mirage III, 1 Nesher, 1 F-4 (2 Mirage III и 1 F-4 подтверждены) |
| Нгуен Ван Нгиа  | Вьетнам | 5                | 1 F-4 подтверждён |

## Происшествия
Высокой аварийностью своего парка МиГ-21 известны ВВС Индии. По сообщениям индийской прессы, на 2022 год за 60 лет эксплуатации индийских МиГ-21 разбилось свыше 400 самолётов, при этом погибло более 200 лётчиков и 60 человек на земле. В 1985 году Индия на три месяца прекратила полёты всех самолётов модификации МиГ-21М после серии катастроф.
Индийская пресса прозвала МиГ-21 «летающими гробами», сообщалось о случаях отказа пилотов летать на этих самолётах.
- 28.06.1966 разбился МиГ-21 ВВС Болгарии, вылетевший на перехват советского Ан-12, лётчик погиб. За период с 1962 по 2000 годы в авиационных катастрофах было потеряно 38 самолётов МиГ-21 из 187 полученных: 3 МиГ-21Ф-13, 4 МиГ-21ПФ, 7 МиГ-21ПФМ, 5 МиГ-21М, 6 МиГ-21МФ, 2 МиГ-21бис, 2 МиГ-21Р, 1 МиГ-21УС и 8 МиГ-21УМ.[304].
- 22.09.1973 в Венгрии в условиях плохой видимости при полёте на малой высоте три МиГ-21 столкнулись с холмом[305].
- 07.08.1974 катастрофа самолёта МиГ-21Р, лётчик начальник штаба АЭ капитан Прудников В. Ф. Самолёт столкнулся с землёй под углом 45° с левым креном 3 — 5°, на скорости примерно 500—550 км/час и удалении 27 км от аэродрома. Лётчик погиб. Причина не установлена.
- 14.01.1975 года МиГ-21 ВВС ГДР врезался в жилой дом, пилот и 6 человек на земле погибли[306].
- В июне 1975 года МиГ-21Р из отдельной эскадрильи (аэродром Ханабад-Карши, в/ч 23232), пилотируемый капитаном Анатолием Пятаковым, потерпел ночью катастрофу в районе газового завода г. Мубарек. Лётчик погиб. Причина — потеря лётчиком зрительной ориентации в ночном полёте при резкой смене освещённости в зоне полёта.
- 08.07.1975 катастрофа самолёта МиГ-21Р, лётчик п/п-к Малышев Ю. Н. На скорости 600 км/ч самолёт столкнулся с лесным массивом и взорвался. Предположительная причина ЛП — попадание крупной птицы в фонарь кабины.
- 22.07.1976 в авиакатастрофе над горой Папук погиб генерал-майор ВВС СФРЮ Савник Б.
- 13.04.1977 авария самолёта МиГ-21Р, лётчик к-н Шевалдов Ю. С. Отказ двигателя из-за масляного голодания, в результате утечки масла из маслобака по причине неправильно установленной крышки. Лётчик успешно катапультировался, самолёт разбит.
- 15.09.1978 авария МиГ-21У, принадлежащего Черниговскому ВВАУЛ (Ивангород). Вынужденная посадка в поле с отказавшим двигателем. Лётчик-инструктор Мазуренко снят с лётной работы.
- 14.06.1980 катастрофа самолёта МиГ-21бис, аэродром Маркулешты, лётчик — начальник ПДС полка м-р Беляев Е. На четвёртом развороте самолёт сорвался в штопор. Лётчик средствами спасения не воспользовался.
- Катастрофа. Ночью с 6 на 7 января 1982 года разбился МиГ-21УМ, совместный экипаж: советский — капитан Николаев и монгольский офицеры ВВС Монголии.
- 02.04.1981 во время тренировочного полёта произошла катастрофа Миг-21У, пилотируемого лётчиком-испытателем ЛИИ имени Громова В. А. Беспаловым и штурманом-испытателем В. М. Веретенниковым. Оба погибли[307]. Самолёт упал в паре километров от деревни Фенино Раменского района Подмосковья и в двадцати метрах от лесной дороги, огибающей пруды лесхоза. На месте падения установлен памятник.[308]
- 09.04.1985 катастрофа МиГ-21М ВВС Индии, пилотируемого флайт-лейтенантом Р. С. Содхи. При падении самолёта на деревню Рампурамаси погибло 15 местных жителей. Пилот катапультировался и не пострадал.[299]
- 04.03.1988 катастрофа самолёта МиГ-21Р, аэродром Карши, лётчик командир АЭ майор Шевченко Г. И. Самолёт столкнулся с землёй в результате ошибки пилотирования (лётчик сосредоточился на поиске наземной цели на полигоне и упустил контроль за высотой).
- 22.04.1991 года сразу после взлёта с аэродрома Кант самолёта МиГ-21УМ возник пожар в двигателе. Самолёт столкнулся с землёй и лётчики погибли, не хватило высоты для катапультирования. Экипаж в составе командира эскадрильи подполковника Гусарова В. и старшего группы из Кампучии в передней кабине погибли.
- 12.08.1991 во время подготовки к параду, приуроченному ко Дню Воздушного Флота вблизи испытательного аэродрома ЛИИ им. Громова потерпел катастрофу Миг-21, пилотируемый лётчиком-испытателем Г. Е. Белоусом[309].
- 15.03.1999 разбился МиГ-21 ВВС Индии, оба пилота катапультировались[310].
- 16.03.1999 разбился МиГ-21 ВВС Индии[311].
- 26.03.1999 разбился МиГ-21 ВВС Индии, пилот катапультировался[312].
- 07.04.1999 разбился МиГ-21 ВВС Индии[313].
- 13.04.1999 разбился МиГ-21 ВВС Индии, пилот катапультировался, 2 человека на земле погибли[314].
- 13.05.1999 разбился МиГ-21 ВВС Индии[315].
- 17.06.1999 разбился МиГ-21 ВВС Индии[316].
- 19.06.1999 разбился МиГ-21 ВВС Индии, пилот погиб[317].
- 05.08.2014 МиГ-21 б/н 121 хорватских ВВС разбился в окрестностях Загреба. Пилот катапультировался[318].
- 02.09.2014 МиГ-21 врезался в здание в ливийском городе Тобрук[319].
- 31.01.2015 МиГ-21 ВВС Индии разбился в результате технической неисправности. Пилот катапультировался[320].
- 03.08.2015 Миг-21бис ВВС Сирии упал на жилой район во время авианалёта. Пилот и 26 человек на земле погибли[321][322].
- 24.08.2015 МиГ-21 ВВС Индии разбился над Кашмиром. Пилот катапультировался. Специалисты пытаются выяснить причины аварии[323].
- 04.03.2017 МиГ-21ПФ САВВС разбился у границы с Турцией[324]. Пилот выжил.
- 07.07.2018 МиГ-21 LanceR Румынских ВВС разбился в десяти километрах от военно-воздушной базы в Фетешть при выполнении показательного полёта. Пилот, лейтенант Флорин Ротару, погиб.
- 08.03.2019 МиГ-21 ВВС Индии после взлёта с авиабазы Нал неподалёку от города Биканер на северо-западе индийского штата Раджастхан в результате столкновения с птицей потерпел аварию, лётчик катапультировался. Пострадавших в результате происшествия нет[325][326].
- 25.09.2020 года разбился МиГ-21 ВВС Сербии, упавший в районе деревни Брасина в общине Мали-Зворник. Погибли два члена экипажа — капитан 1-го класса Звонко Василевич и майор Деян Крсник[327].
- В 2021 году ВВС Индии потеряли в происшествиях пять МиГ-21 и трёх лётчиков[299].
- 02.03.2022 года разбился МиГ-21 ВВС Румынии. Вылетевший на поиски вертолёт «Пума» также потерпел крушение. Через неделю ряд электронных СМИ сообщил со ссылкой на неопределённые источники Румынии, что самолёт был по ошибке сбит украинским ЗРК С-300[328][329]. На официальном сайте ВВС Румынии было опубликовано опровержение этой информации[330]. 23 марта министерство обороны Румынии опубликовало заявление[331], что предварительной причиной обеих катастроф считается сочетание человеческого и природного факторов[332].
- 08.05.2023 в 9 часов 45 минут при выполнении тренировочного полёта в штате Раджастхан потерпел катастрофу МиГ-21 ВВС Индии, вылетевший с аэродрома Суратгарх. Самолёт упал на дом в деревне Бахлол-Нагар (округ Ханумангарх), погибли три местных жителя и столько же получили травмы. Пилот катапультировался и выжил, получив лёгкие травмы.[302][333][334]

## МиГ-21 в США

### История появления советских самолётов в США
Израильская спецслужба МОССАД с успехом провела операцию, в результате которой 16 августа 1966 года капитан ВВС Ирака Мунир Редфа перегнал МиГ-21Ф-13 на авиабазу Хатцор. В Израиле МиГ получил бортовой номер «007» (Джеймс Бонд) и испытывался местными лётчиками. В США стало известно о наличии у израильтян новейшего советского истребителя, и в обмен на аренду МиГ-21 Израилю было предложено приобрести современные американские самолёты F-4 «Фантом». Израиль согласился, и таким образом МиГ-21 оказался в США, на авиабазе Грум-Лэйк, куда его доставили транспортным самолётом.
После сборки и контрольного облёта испытания самолёта проводились отделом иностранной техники ВВС (Foreign Technology Division, FTD), дислоцированным на авиабазе Райт-Паттерсон. Программа испытаний получила наименование «Have Doughnut». Полёты на МиГ-21 (самолёт получил номер ВВС США «80965») начались в феврале 1968 года на авиабазе Грум-Лэйк в обстановке чрезвычайной секретности. Было выполнено 102 полёта с общим налётом 77 часов, из них 33 полёта на сравнительные воздушные бои с американскими самолётами. Также выполнялись полёты на снятие лётно-технических характеристик, на контроль радиолокационной заметности и другие. По причине отказов отменено 11 вылетов.
Вместе с МиГ-21 израильтяне поставили в США два МиГ-17, которые также испытывались по полной программе и получили хорошую оценку.
Принимавший участие в программе «Have Doughnut» истребитель МиГ-21Ф-13 в апреле 1968 года предположительно вернули Израилю.
Результатом программы «Have Doughnut» стало формирование в авиации ВМС США Тактической школы лётчиков истребителей ВМС, более известной как «Top Gun». ВВС США подошли к вопросу более осторожно, но и более масштабно: постепенно были сформированы эскадрильи «агрессоров» на советской технике и регулярно стали проводиться учения «Рэд Флэг».

### МиГ-21 в 57-м авиакрыле
Летом 1972 года на авиабазе Нэллис было сформировано 57-е авиакрыло боевого применения истребительной авиации ВВС США (57th Fighter Weapons Wing), на вооружении которого, в том числе, была техника производства СССР. Вся деятельность данного подразделения была тщательно засекречена и официальная информация о его существовании и роде деятельности появилась после его расформирования в 1990 году.
Первые четыре МиГ-21 доставили из Индонезии в Грум-Лэйк в 1973 году. Самолёты были в плохом техническом состоянии. Из этих четырёх истребителей собрали один пригодный к полётам. Также из Израиля вторично прибыл МиГ-21 с № 007. Был сформирован авиационный отряд под командованием подполковника Гленна Фрика, на вооружении которого, помимо двух МиГ-21 было два МиГ-17. Задачей самолётов отряда было максимально приближённое к реальности изображение противника в воздушных боях по программе учений «Рэд Флэг». Особой сложностью при формировании отряда был подбор технического персонала — требовались не просто хорошие специалисты, а именно мастера, отлично разбирающиеся в авиационной технике, способные работать без документации и инструкций.
В течение следующих 18 месяцев технический персонал восстанавливал три неисправных индонезийских МиГа. Работами руководил мастер-сержант с авиабазы Эдвардс Роберт Эллис. О квалификации Эллиса говорит следующий факт: в 1976 году он в числе очень немногих изучал угнанный в Японию МиГ-25П.
Для ремонта двигателей был заключён контракт с компанией «Дженерал Электрик», где в последующем, на заводе компании, двигатели проходили плановые профилактические ремонты через каждые 75-125 часов наработки. Такая практика позволила добиться просто невероятного общего ресурса двигателей, доходившего до 8000 часов.
Для соблюдения режима секретности, для того, чтобы не указывать в отчётных документах подлинное наименование самолёта, МиГ-21 в США получил индекс YF-110.
1 апреля 1977 года «подразделение 1» официально вошло в штат 57-го авиакрыла как 4477-е лётно-испытательное звено «Красные орлы» (4477th Test and Evaluation Flight RED EAGLES), с дислокацией на авиабазе Неллис. Все лётчики получили позывной «Бандит».
16 июля 1979 года 4477-е лётно-испытательное звено из Грум-Лэйк перелетело на специально отстроенный для «Бандитов» аэродром Тонопа, в 70 милях юго-восточнее Грум-Лэйк. Первоначально это был небольшой аэродром, обслуживавший секретный ракетный полигон, принадлежащий Министерству энергетики США. На аэродроме расширили ВПП и построили три ангара — один для летающих МиГ-ов, один для технического обслуживания самолётов и один — для длительного хранения нелетающих самолётов, открытую стоянку и склад ГСМ. На тот момент в эскадрилье было шесть МиГ-21 и два МиГ-17. В 1982 году парк 4477-й эскадрильи пополнился двумя египетскими МиГ-21МФ. В 1983 году, через подставную фирму «Combat Core Certification Professionals Company» ЦРУ в Китае были приобретены несколько новых J-7В (копия МиГ-21Ф-13), четыре из которых пришли в эскадрилью.
Последние полёты на МиГах лётчики 4477-й эскадрильи выполнили 4 марта 1988 года. На отражение массированного налёта «голубых» поднялись 13 МиГ-21 и 4 МиГ-23 (все МиГ-17 к тому времени были списаны). Официально эскадрилья прекратила свою деятельность в 1990 году. Самолёты переданы в музеи, поставлены на хранение и проданы в частные коллекции.
Все американские МиГ-21 изначально имели цвет натурального металла и несли опознавательные знаки ВВС США, две последние цифры серийного номера наносились на створки ниши носовой опоры шасси. Китайский J-7 (б/н 47) получил камуфляж из пятен жёлтого и песочного цвета. В 1983—1984 гг. большинство 21-х получили камуфлированную окраску, один МиГ закамуфлировали пятнами двух оттенков серого цвета. Опознавательные знаки — красные звезды с жёлтой и красной окантовкой.
Оценка МиГ-21 американскими специалистами — очень серьёзный противник. Хороший самолёт, лёгкий, манёвренный и надёжный. Несмотря на высокую интенсивность эксплуатации МиГ-21 в 4477-й эскадрилье, самолёт не убил ни одного лётчика (в отличие от МиГ-17 и МиГ-23). До появления в США самолёта F-16 равных противников МиГ-21-му не было, а вот уже в схватке с F-15 пилот МиГ-а мог победить только за счёт тактических ошибок противника.
Из отрицательных качеств отмечается плохая приёмистость двигателя, плохой обзор назад (надо привыкать к перископу). На самолётах постоянно текли топливопроводы, пока при очередной гонке двигателя не произошёл пожар. Эксплуатация самолётов была прекращена, пока не были заменены все старые резиновые уплотнения в стыках труб, заказанные промышленности США. Пиропатроны для катапультных кресел были многократно просрочены и лётчики не верили в надёжность срабатывания катапульт, поэтому была проведена работа по тщательному изучению конструкции пиропатронов и освоено их промышленное производство «один-в-один».

## Самолёты-памятники и музейные экспонаты (список неполный)
| Тип                | Бортовой номер | Местонахождение                                                                                          | Изображение                                            |  |
| ------------------ | -------------- | --- | ------------------------------------------------------ |  |
| МиГ-21БИС          | 8              | Алматы, Казахстан, Территория парка family                                                               |                                                        |  |
| МиГ-21Ф-13         | 100            | Воронеж, Россия                                                                                          |                                                        |  |
| МиГ-21             | 09             | Делятин, Ивано-Франковская область, Украина, воинский жилой городок Новомосковский район                 |                                                        |  |
| МиГ-21             | 01             | г. Новомосковск                                                                                          |                                                        |  |
| МиГ-21Ф            | 01             | г. Бишкек, Кыргыстан. На постаменте у здания национальной гвардии.                                       |                                                        |  |
| МиГ-21             | 01             | Чугуев, Украина, Харьковская область — 49°51′06″ с. ш. 36°39′39″ в. д., на карте Wikimapia)              |                                                        |  |
| МиГ-21             | 165            | с. Бабанка, Черкасская область, Украина                                                                  |                                                        |  |
| МиГ-21             |                | Вуковар, Хорватия                                                                                        |                                                        |  |
| МиГ-21             | 32             | с. Винницкие Ставы, Киевская область, Украина                                                            |                                                        |  |
| МиГ-21             | 24             | Васильков, Украина, проходная ВВАТУ                                                                      |                                                        |  |
| МиГ-21ПФ           | 72             | г. Белая Церковь, Киевская область, Украина, территория бывшей авиабазы                                  |                                                        |  |
| МиГ-21             | 70             | Львов, Украина, Львовский АРЗ                                                                            |                                                        |  |
| МиГ-21ПФ           | 24             | Харьков, Украина, ул. Семинарская 57, перед бывшим авиационным инженерным училищем ХВВАИУ                |                                                        |  |
| МиГ-21ПФ           | 135            | Харьков, Украина, ул. Клочковская, перед бывшим авиационным училищем радиоэлектроники ХВВАУРЭ            |                                                        |  |
| МиГ-21             |                | Харьков, Украина, ул. Тархова возле бывшего Харьковского института летчиков                              |                                                        |  |
| МиГ-21Ф-13         |                | Луганск, Памятник выпускникам Ворошиловградской военной школе лётчиков, установлен в 1975 году           |                                                        |  |
| МиГ-21             |                | Новочеркасск, Ростовская область Россия, 1981 год                                                        |                                                        |  |
| МиГ-21             |                | Памятник Качинскому лётному училищу в Волгограде, Россия, 1975 год                                       |                                                        |  |
| МиГ-21бис          | 06             | Нижний Новгород, Россия, установлен в Парке Победы                                                       |                                                        |  |
| МиГ-21             |                | Жуковский, Россия                                                                                        |                                                        |  |
| МиГ-21             | 70             | Сарапул, Россия.                                                                                         |                                                        |  |
| МиГ-21             | 089            | Возле г. Пятихатки (2,5 км на запад дороги на г. Жёлтые Воды)                                            |                                                        |  |
| МиГ-21СМ           | 01             | Кореновск, Россия, Краснодарский край                                                                    | фото                                                   |  |
| МиГ-21Ф            | б/н            | Красноярск, Россия, сквер пр. Металлургов и ул. Краснодарская                                            |                                                        |  |
| МиГ-21ФЛ           | 02             | Киев, Украина, смотровая площадка Национальной академии обороны Украины                                  |                                                        |  |
| МиГ-21ПФ           | 01             | Курган, Россия, Курганский авиационный музей                                                             | [ 336 ]                                                |  |
| МиГ-21             | ??             | Топки (село, Кемеровская область), Кемеровская область, Россия                                           |                                                        |  |
| МиГ-21УМ           | 80             | Бутурлиновка, Воронежская область                                                                        | фото                                                   |  |
| МиГ-21УМ           | 52             | Кинешма, Ивановская область                                                                              | фото. Архивировано из оригинала 27 сентября 2016 года. |  |
| МиГ-21Ф-13         | 01             | Кольцово (Екатеринбург), на территории в/ч                                                               | [ 337 ]                                                |  |
| МиГ-21Ф-13         | 21             | Армавир                                                                                                  |                                                        |  |
| МиГ-21Ф-13         | 121            | Кубинка, Россия                                                                                          | [ 338 ]                                                |  |
| МиГ-21ФЛ           | 21             | Кубинка, Россия                                                                                          | [ 339 ]                                                |  |
| МиГ-21ПФС/ПФМ      | 02             | Курган возле Курганского пограничного института ФСБ России                                               |                                                        |  |
| МиГ-21Ф-13         |                | Лозовая, Украина, Харьковская область — на карте wikimapia.org)                                          |                                                        |  |
| МиГ-21ПФС          | 51             | Чита, Россия, парк ОДОРА                                                                                 |                                                        |  |
| МиГ-21             |                | Таганрог, Россия, Таганрогский музей авиационной техники                                                 |                                                        |  |
| МиГ-21ПФ           | 157            | г. Мена, Черниговская область,Украина                                                                    |                                                        |  |
| МиГ-21бис          | 76             | Рига, Латвия, Рижский музей авиации                                                                      |                                                        |  |
| МиГ-21СМТ          | 10             | Рига, Латвия,Рижский музей авиации                                                                       |                                                        |  |
| МиГ-21УМ           | 94             | Рига, Латвия,Рижский музей авиации                                                                       |                                                        |  |
| МиГ-21УС           | 06             | Рига, Латвия,Рижский музей авиации                                                                       |                                                        |  |
| МиГ-21             |                | Чойр-2 (Баянтал; близ г. Чойр), военный городок аэродрома «Чойр» (46°33′37″ с. ш. 108°18′33″ в. д., МНР) |                                                        |  |
| МиГ-21ПФМ          |                | Налайх, монумент боевого истребителя (Налайх (аэродром), 47°47′00″ с. ш. 107°23′44″ в. д., МНР)          |                                                        |  |
| МиГ-21             |                | Улан-Батор, самолёт-памятник (музей национальной армии, 47°55′22″ с. ш. 106°57′12″ в. д., МНР)           |                                                        |  |
| МиГ-21             |                | Болгария, Несебыр                                                                                        |                                                        |  |
| МиГ-21ПФС/ПФМ      | ٨٠٤٧           | Памятник Шестидневной войне, Хургада, Египет.                                                            |                                                        |  |
| МиГ-21Ф            |                | Калуга (Грабцево), Россия 54°33′48″ с. ш. 36°22′31″ в. д.                                                | фото                                                   |  |
| МиГ-21У            | 72             | Заветы Ильича, Хабаровский край, Россия. Дом офицеров флота.                                             |                                                        |  |
| МиГ-21Р            | 44             | Бада, Забайкальский край                                                                                 |                                                        |  |
| МиГ-21             | 88             | пгт. Покровское, Покровский район                                                                        |                                                        |  |
| МиГ-21             |                | Ставрополь, «Парк Победы»                                                                                |                                                        |  |
| МиГ-21ПФС          | 37             | Ленинградская область, Россия, пересечении трасс А114 и Р36 возле Тихвина, открыт 8 мая 1985 года.       |                                                        |  |
| МиГ-21ПФ           | 103            | Воронеж, Россия (территория ВУНЦ ВВС)                                                                    |                                                        |  |
| МиГ-21             | б/н            | г. Ачинск, Россия. Парк Победы.                                                                          |                                                        |  |
| МиГ-21             | 41             | г. Ачинск, Россия. Ачинское ВАТУ.                                                                        |                                                        |  |
| МиГ-21ПФС          | 01             | г. Славгород, Алтайский край, Россия. Военный городок 59-го уап бывш. БВВАУЛ.                            |                                                        |  |
| МиГ-21ПФС          | 73             | г. Североуральск, Россия.                                                                                |                                                        |  |
| МиГ-21ПФМ          | 98             | г. Винница, Украина. Возле Дома Офицеров.                                                                |                                                        |  |
| МиГ-21 (макет)     | 01             | п. Амдерма, Ненецкий автономный округ, Россия.                                                           |                                                        |  |
| МиГ-21             | 117            | пгт. Кринички, Днепропетровская область, Украина                                                         |                                                        |  |
| МиГ-21             | 40             | г. Батайск, Россия, Ростовская область, микрорайон Авиагородок.                                          | фото                                                   |  |
| МиГ-21ПФ, МиГ-21МФ | 01,02          | г. Краснодар, Россия, Памятник защитникам кубанского неба в годы ВОВ.                                    |                                                        |  |
| МиГ-21бис          | MG-130         | г. Хельсинки, Финляндия. Музей компьютеров и игровых консолей.                                           |                                                        |  |
| МиГ-21             | 0207           | г. Тирана, Албания. Возле супермаркета «Madison Avenue».                                                 |                                                        |  |
| МиГ-21             |                | Киев, Украина                                                                                            |                                                        |  |
| МиГ-21УМ           | 01             | г. Кант, Кыргыстан. На постаменте у авиабазы.                                                            | фото. Архивировано из оригинала 17 октября 2016 года.  |  |
| МиГ-21             | -              | г. Чкаловск. Нижегородская область                                                                       |                                                        |  |
| МиГ-21УМ           | 5721           | г. Бакэу, Румыния.                                                                                       |                                                        |  |
| МиГ-21ПФМ          |                | Музейный комплекс УГМК, Верхняя Пышма, Свердловская область                                              |                                                        |  |
| МиГ-21             |                | В городе Каменск-Шахтинский Ростовской области, на территории филиала парка «Патриот».                   |                                                        |  |
| МиГ-21             |                | МиГ-21 с. Безопасное Ставропольский край                                                                 |                                                        |  |
| МиГ-21МТ           |                | МиГ-21 аэродром Орешково (Калуга), Музей Клуба Альбатрос Аэро                                            |                                                        |  |
| МиГ-21МТ           |                | МиГ-21 аэродром Орешково (Калужская область), Музей Клуба Альбатрос Аэро                                 |                                                        |  |
| МиГ-21ПФМ          | 147            | г. Крымск, Краснодарский край, Россия                                                                    | Внешнее изображение                                    |  |

## МиГ-21 в культуре
В произведениях искусства
- Дни лётные — одним из «героев» этого фильма является МиГ-21
- Всюду есть небо — советский фильм 1966 года, полёты для съёмок на МиГ-21 осуществлял лётчик 1-го класса майор Орест Поляков.
- Авиатор. Назад в СССР — популярная серия книг автора Михаила Дорина. Главный герой Сергей Родин летчик-истребитель МиГ-21.

В компьютерных играх
Наиболее глубоко проработан Миг-21бис в качестве модуля студией Magnitude 3 LLC для авиасимулятора Digital Combat Simulator от российской студии Eagle Dynamics.
Встречается в играх серий Ace Combat и H.A.W.X., в игре Battlefield Vietnam, Jane’s Fighters Anthology, Wargame: Airland Battle, Wargame: Red Dragon и War Thunder .
В филокартии
Изображение самолёта МиГ-21 включено в набор открыток «Советские самолёты / Боевые самолёты СССР». Художник: В. М. Иванов © Издательство «Изобразительное искусство», Москва, 1984 год.